# عمارة الكنائس

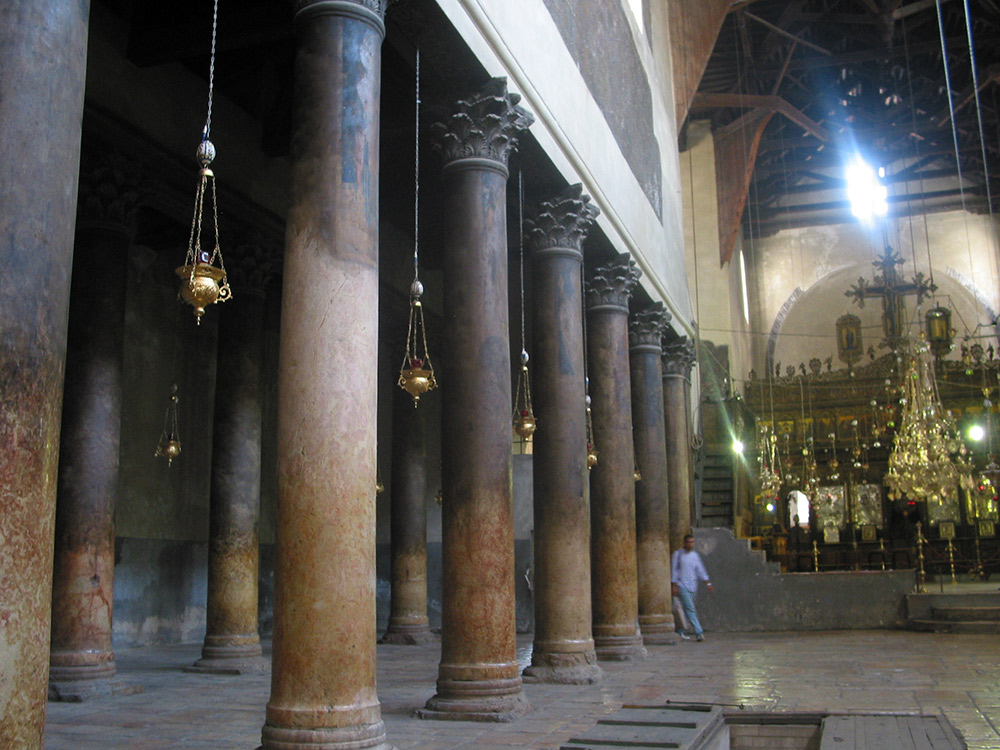
كنيسة المهد في بيت لحم، إحدى اقدم الكنائس في العالم ويتداخل فيها الفن المسيحي الشرقي والغربي.

تمركزت الحياة الروحية والفكرية في المسيحية حول الكنيسة لذا صمم المعماريون الكنائس والأديرة والمباني الدينية الأخرى، كما صمموا القلاع والحصون والمنشآت الأخرى غير الدينية. والعمارة الكنسية هو مصطلح يشير إلى الهندسة المعمارية للمباني الكنائس المسيحية. وقد تطورت أنواع هذه العمارة على مدى الفي سنة من الدين المسيحي، وذلك عن طريق الابتكار، من خلال التشبه الطرز المعمارية الأخرى، فضلًا عن الاستجابة للمعتقدات والممارسات والتقاليد المحلية. من ولادة المسيحية وحتى الآن، كان للمسيحية اثر في تطور العمارة والهندسة المعمارية من خلال التصماميم المسيحية للكنائس من العمارة البيزنطية، والكنائس والاديرة الرومانية، الكاتدرائيات القوطية وكنائس عصر النهضة. وكانت هذه المباني الكبيرة، مركزًا معماريًا مرموقًا ومن البناي المهيمنة في المدن والريف. وقد طوّرت العمارة المسيحية تقنيّات وفنون وديكورات الهندسة المعمارية.

## مآثر للعمارة المسيحية

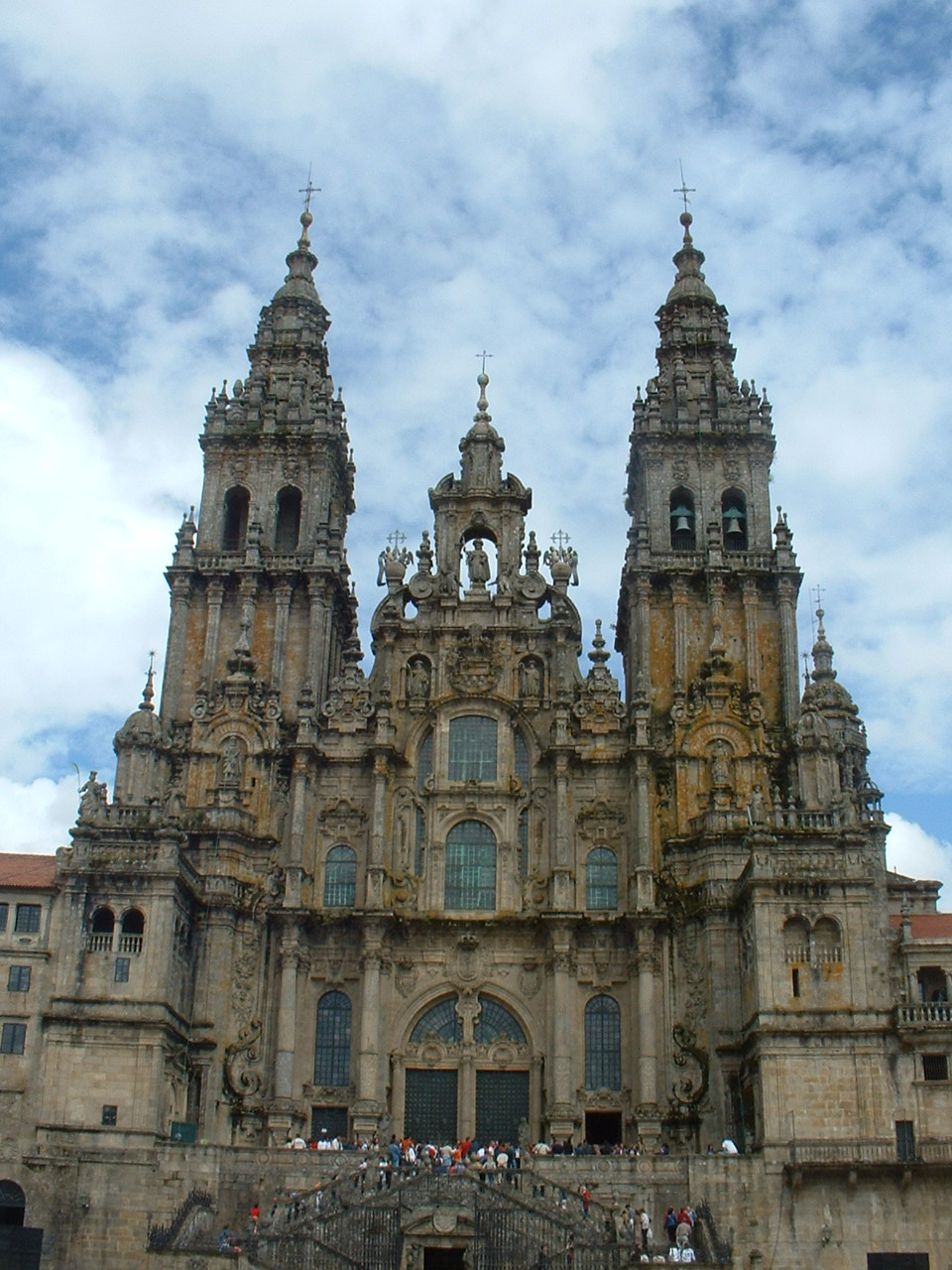
كاتدرائية سانتياغو دي كومبوستيلا في إسبانيا، إحدى أبرز المعالم المسيحية في العالم.

لعل أبرز المآثر للعمارة المسيحية هي الكاتدرائيات والبازيليكا. البازيليكيا والكاتدرائيات على وجه الخصوص، حوت أشكال هيكلية معقدة والتي توجد في كثير من الأحيان بشكل أقل في كنائس الرعية. كما أنها تميل إلى عرض مستوى أعلى من النمط المعماري المعاصر والعمل مع عدد كبير من الحرفيين من اجل إنجازه، واحتلت الكاتدرائية مكانة اجتماعية وثقافية وتاريخية هامة في الحضارة الغربية. عدد من الكاتدرائيات والكنائس والاديرة، تعتبر من بين الأعمال الأكثر شهرة في فن العمارة على كوكب الأرض. وتشمل هذه بازيليك القديس بطرس في روما؛ نوتردام دي باريس، وكاتدرائية كولونيا، وكاتدرائية ساليسبوري، وكاتدرائية براغ، وكاتدرائية لنكولن، ودير القديس دينيس في باريس، وبازيليك سانتا ماريا ماجوري في روما، وكنيسة سان فيتالي في رافينا؛ بازيليك القديس مرقص في البندقية، كنيسة وستمنستر في لندن، وكاتدرائية القديس باسيل في موسكو، كاتدرائية واشنطن الوطنية، ساغرادا فاميليا في برشلونة وكنيسة آيا صوفيا في إسطنبول، وهو الآن متحف.
تضم قائمة مواقع التراث العالمي لليونسكو حوالي 560 كنيسة كاثوليكيَّة، وتأتي إيطاليا (126) في مقدمة الدول الأوروبية التي تضم أكبر عدد من الكنائس الكاثوليكيَّة الموجودة في قائمة مواقع التراث العالمي لليونسكو تليها إسبانيا (72)، وفرنسا (37)، وألمانيا (30) وبولندا (29).

## عمارة المسيحية المبكرة
نشأت العمارة المسيحية المبكرة وتطورت أثناء القرون الأولى للمسيحية عدد من الثقافات والطرز المعمارية الإقليمية في أوروبا والشرق الأوسط، ولكن معظم المعماريين المسيحيون الأوائل اقتبسوا كثيرًا من الرومان، واستخدموا العَقْد والقبو المعماري، واتخذوا تصميم القاعات الرومانية الكبيرة، التي كانت تُستخدم للاجتماعات العامة، كقاعدة لتصميم النوع الرئيسي من الكنائس، أي البازيليكا. ويمكن اعتبار كنيسة القديس بطرس القديمة والتي كان قد بَدْءُ بنائها حوالي عام 330 كأول وأهم بازيليكا مسيحية مبكرة، وهي تقع في نفس مكان كنيسة القديس بطرس الحالية في روما. وقد أستخدم في بناء معظم البازيليكات طوب عادي أو حجر أمّا من الداخل فإنها تزدان بالفسيفساء والتصوير الجصي الفريسكو، وتتكون الفسيفساء من قطع من الزجاج والرخام أو الحجر تُجمع معًا وتشكل صورة أو تصميمًا ما، والتصوير الجصي لوحات تنفَّذ على الجص الرطب.
و لا تزال بعض الكنائس التي تعود إلى المسيحية المبكرة قائمة ومنها كنيسة المهد في بيت لحم، والتي تعتبر إحدى أقدم كنائس العالم. ولا تزال أيضًا العديد من الكنائس المسيحية المبكرة موجودة في سوريا وأرمينيا، ومعظمهم في حالة خراب. وتظهر معالمها المعمارية كرومانية بدلًا من المعالم المعمارية البيزنطية، ولكن لها طابع إقليمي متميزة عن تلك التي في روما. 
تقسيم الإمبراطورية الرومانية في القرن الرابع، أسفرت عنه اختلاف الطقوس المسيحية فتطورت بطرق مختلفة بين الأجزاء الشرقية والغربية للإمبراطورية. وكان الفاصل النهائي الانشقاق الكبير في عام 1054.

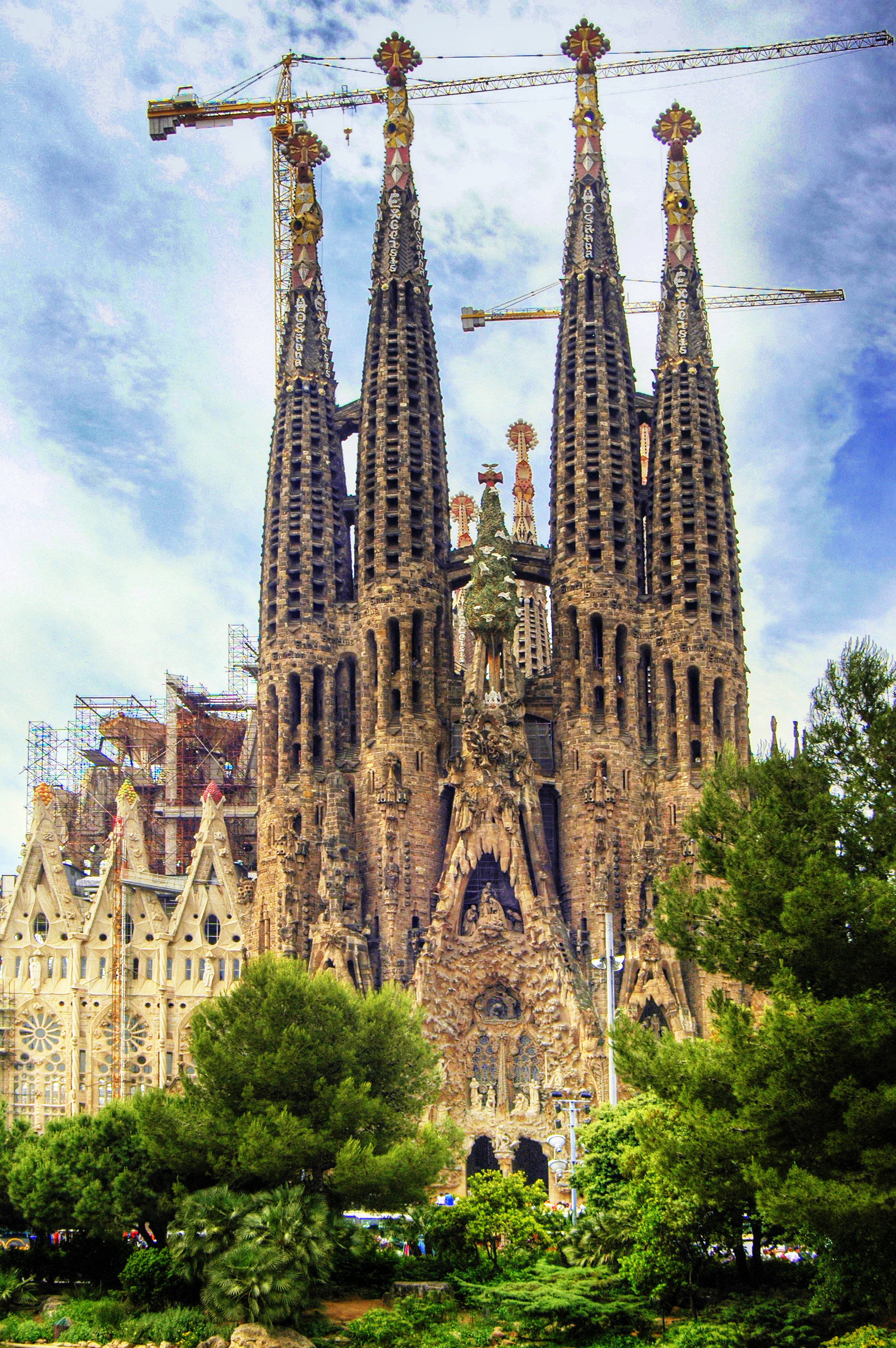
أوروبا الغربية، ساغرادا فاميليا في إسبانيا.
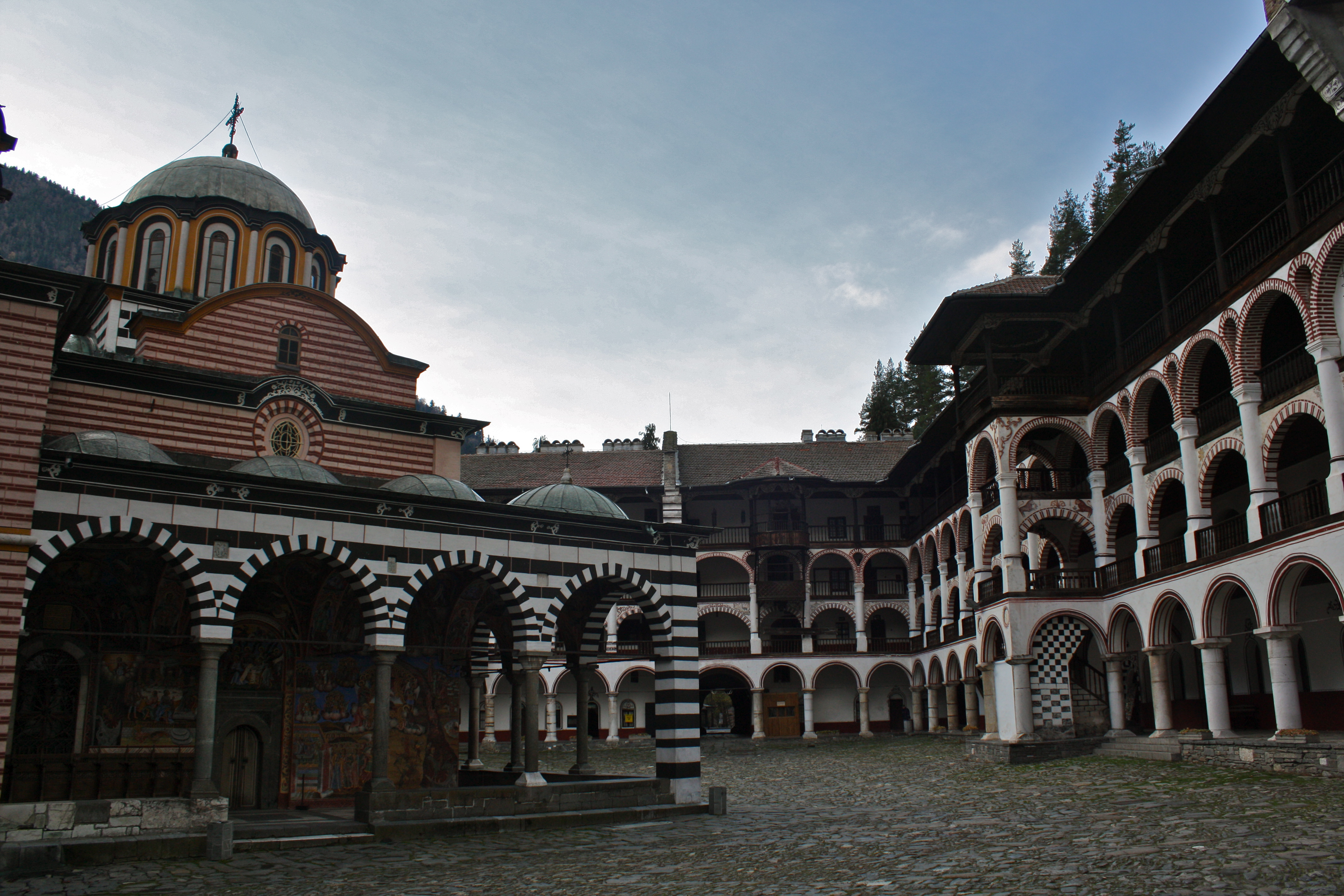
أوروبا الشرقية، دير ريلا في بلغاريا.
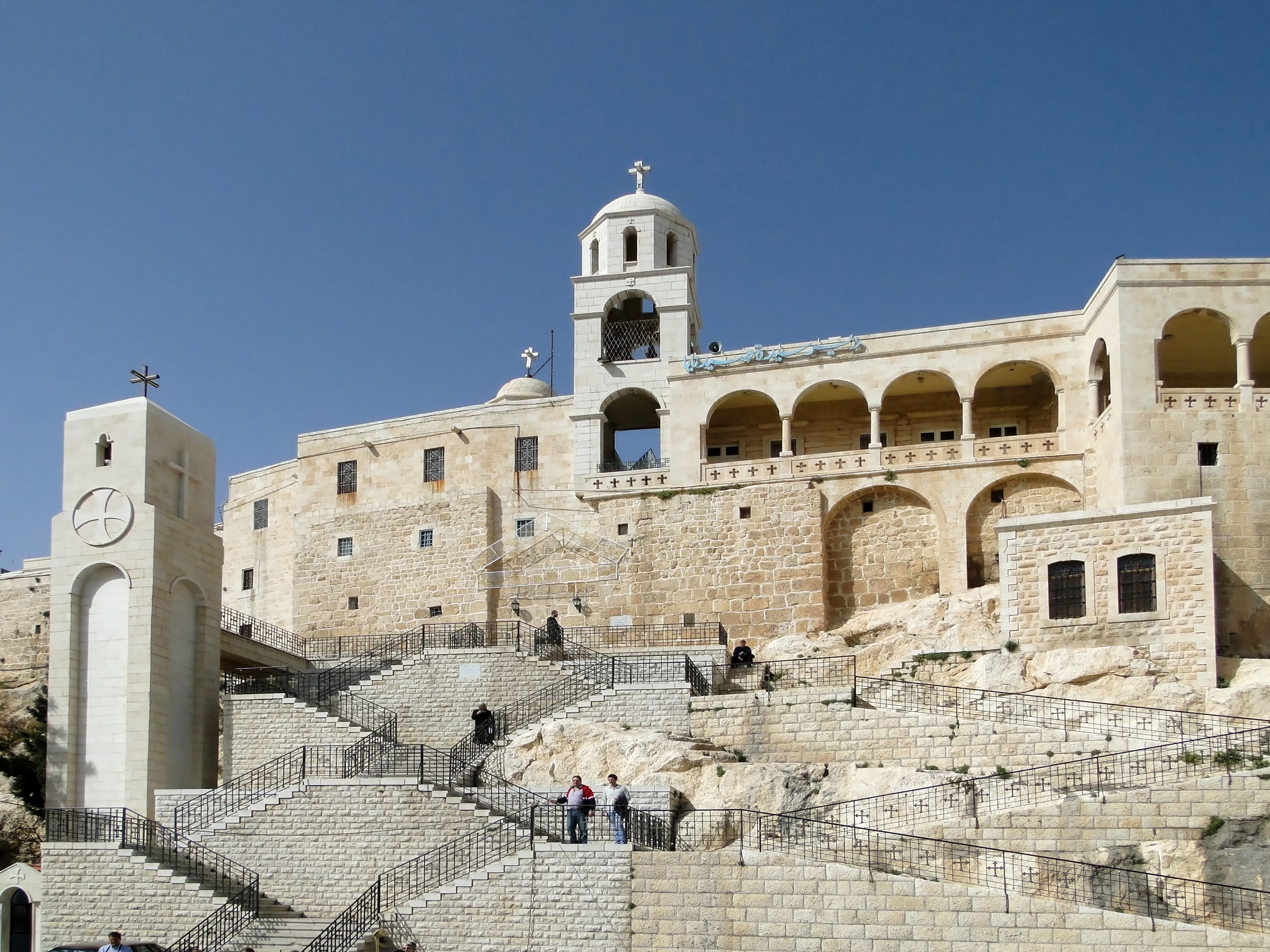
الشرق الأوسط، دير سيدة صيدنايا في سوريا.
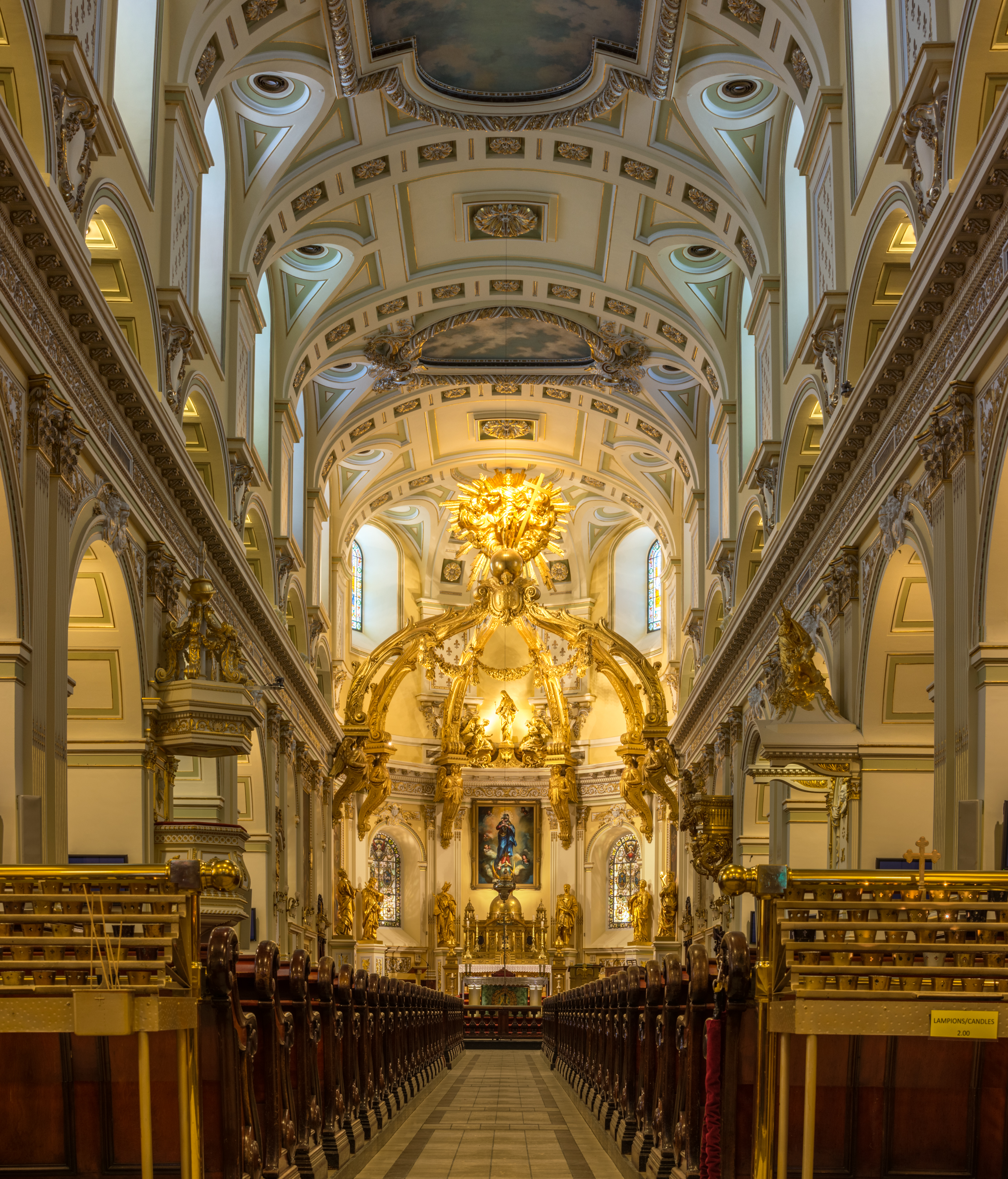
أمريكا الشمالية، كنيسة سيدة كيبيك في كندا.
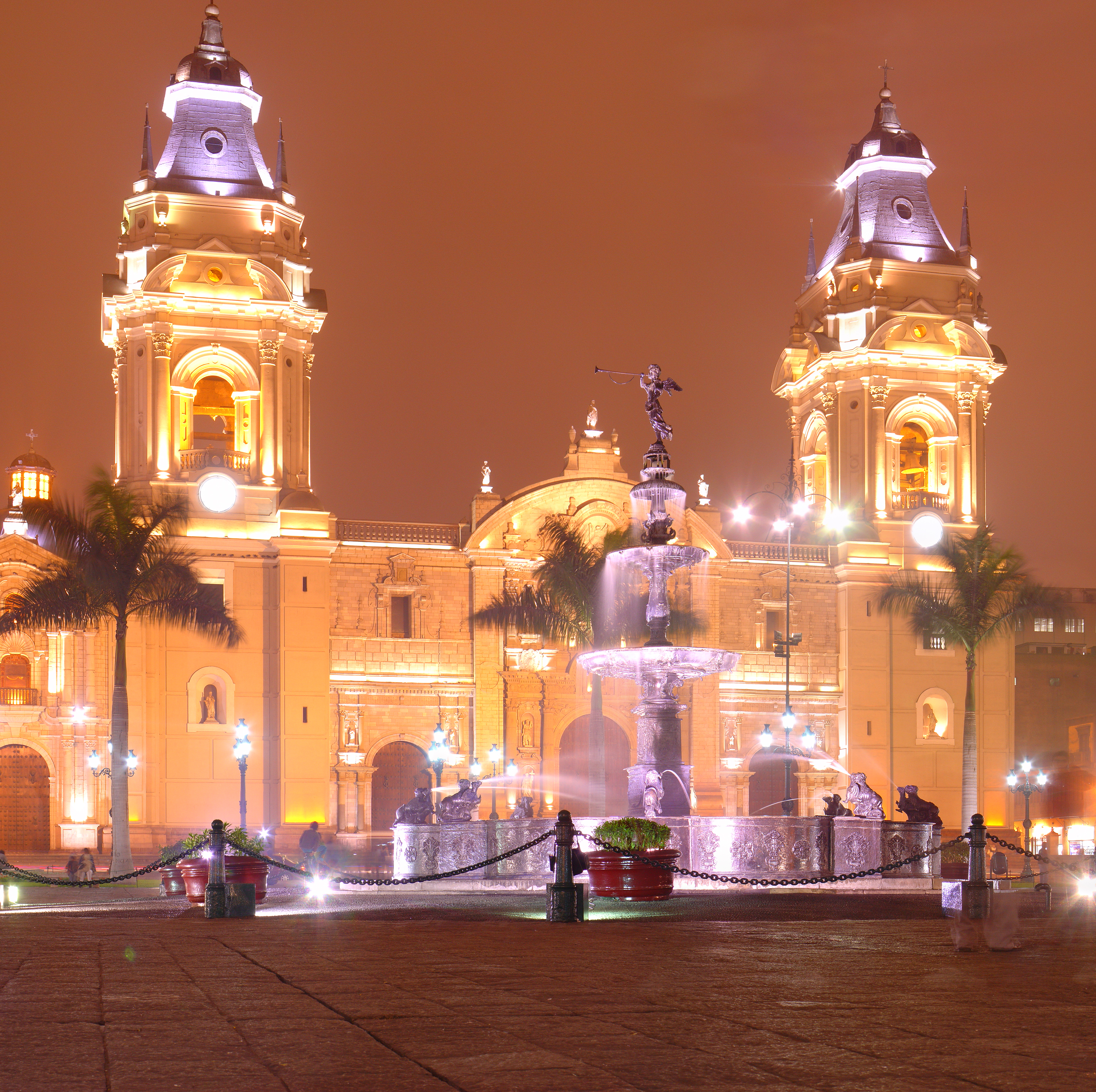
أمريكا الجنوبية، كاتدرائية ليما في البيرو.
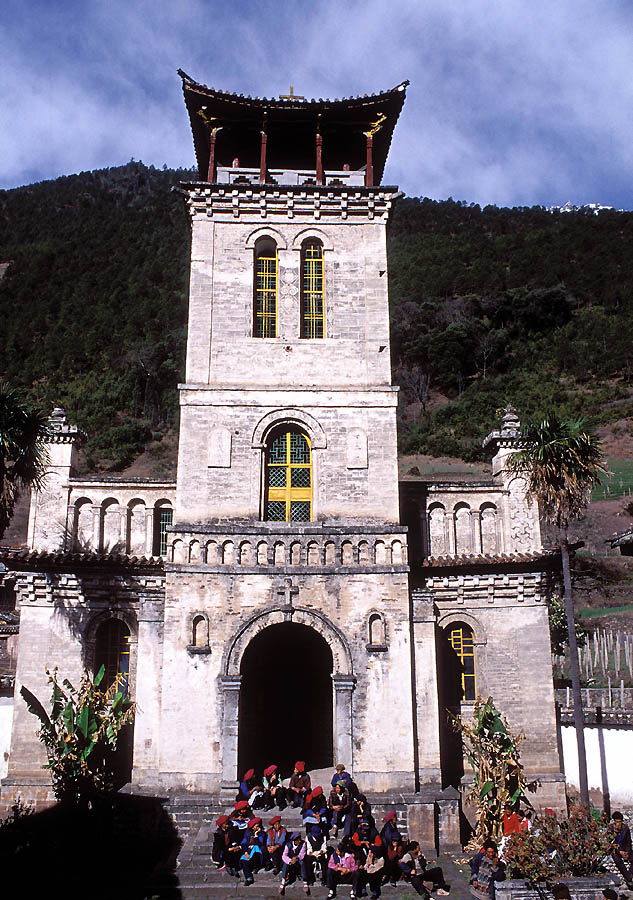
الشرق الأقصى، كنيسة في الصين على النمط التقليدي الصيني.
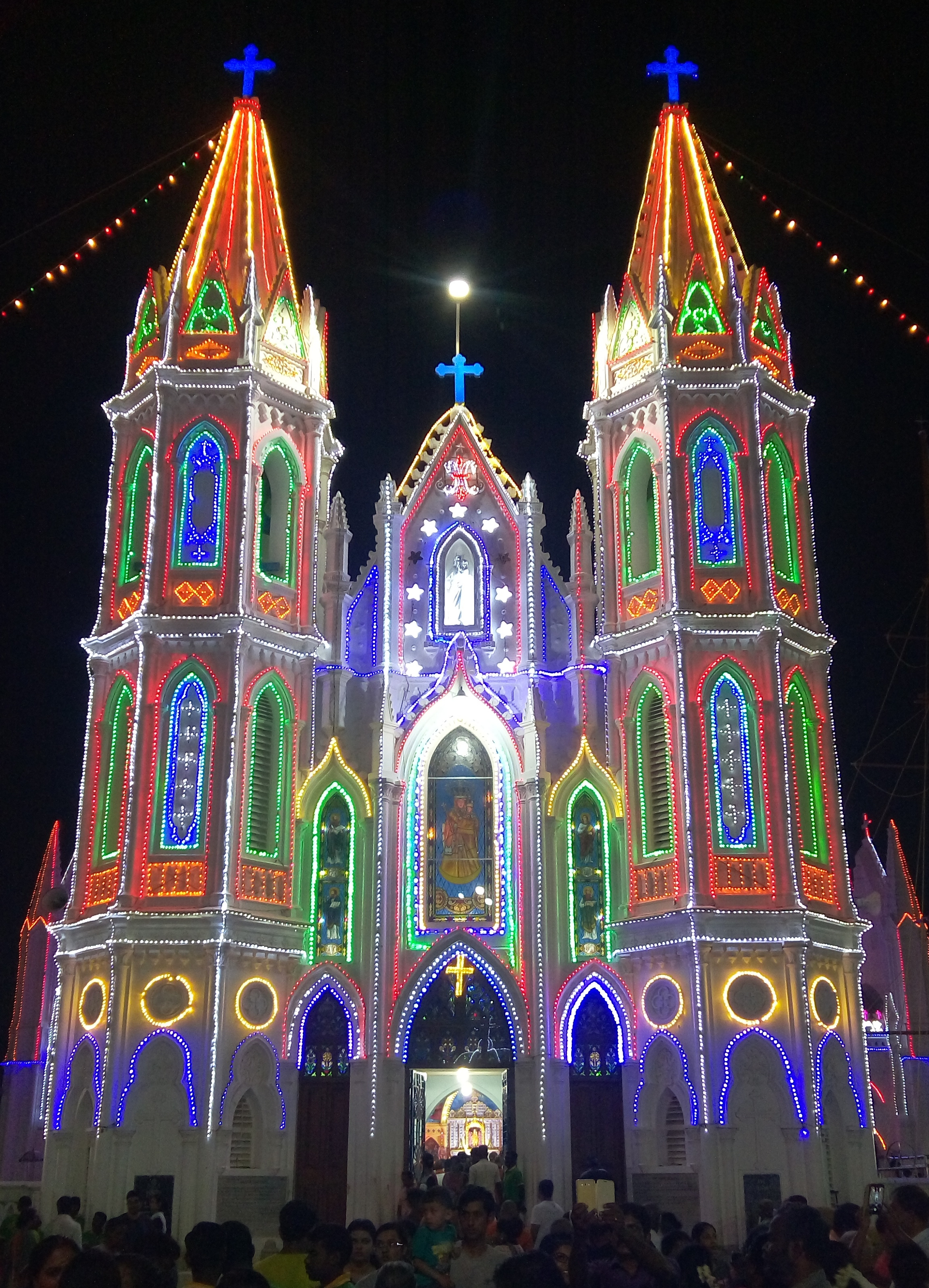
الهند، كنيسة فالنكاني.
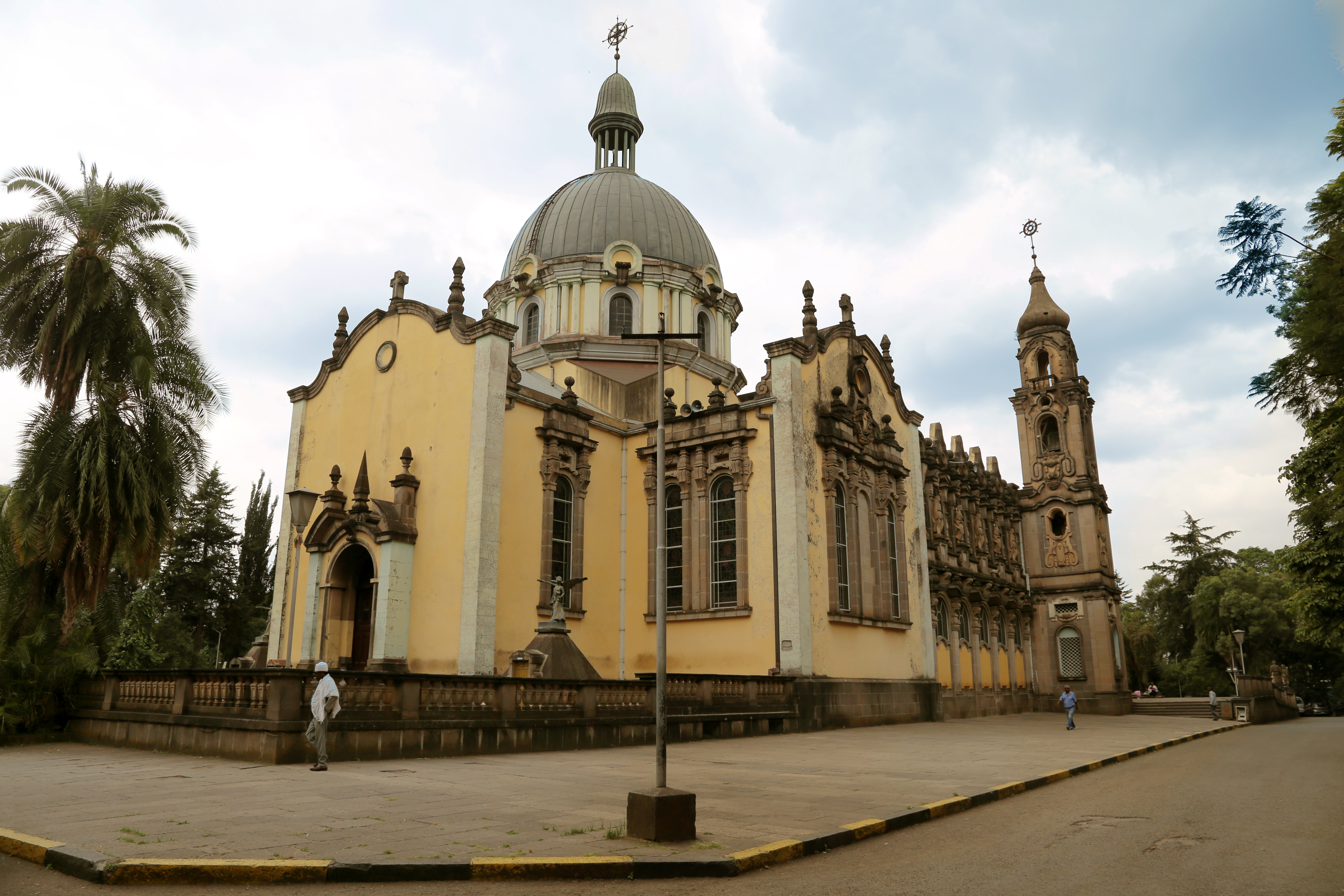
أفريقيا، كاتدرائية الثالوث الأقدس في أديس أبابا.
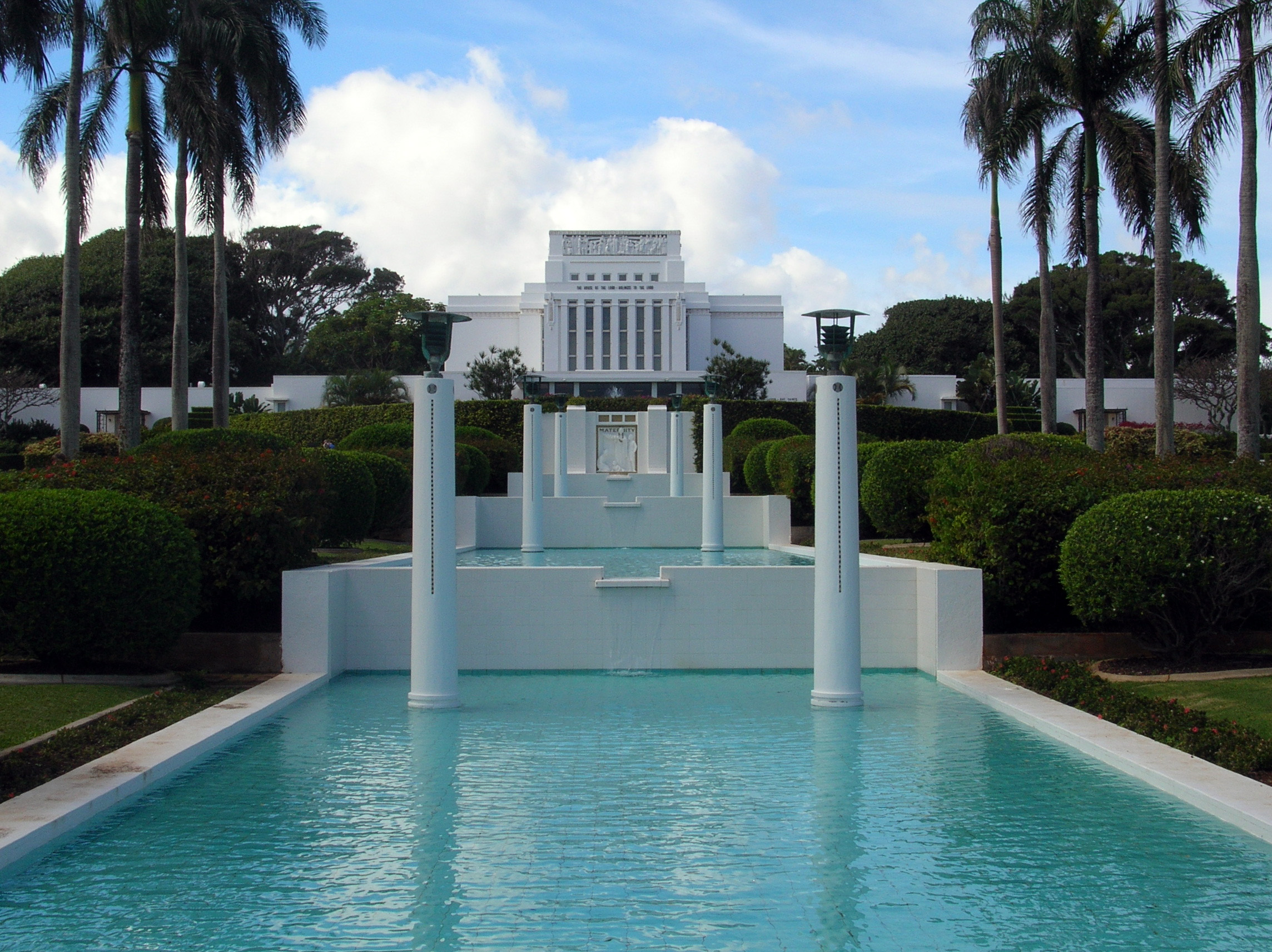
أوقيانوسيا، كنيسة لاي في هاواي.

## عمارة المسيحية الشرقية

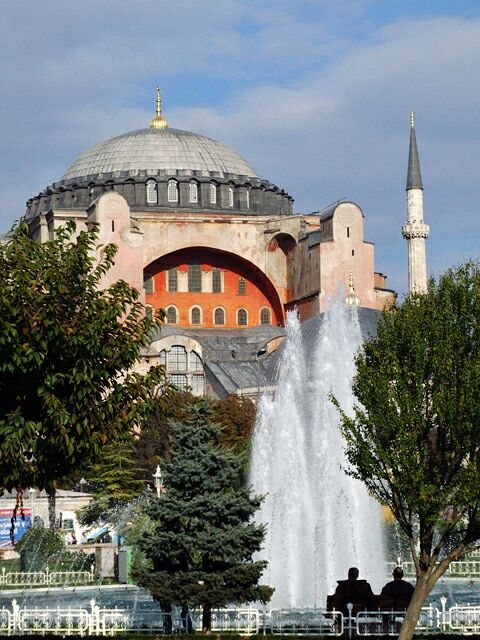
كاتدرائية آيا صوفيا في إسطنبول، تعد من أبرز الأمثلة على العمارة البيزنطية والمسيحية الشرقية، وهي اليوم متحف.

بدأت المسيحية الشرقية والغربية بالتباعد عن بعضها البعض من وقت مبكر. وأخذت كل منها خط حضاري مختلف، ففي حين أن البازيليكا هو الشكل الأكثر شيوعًا في الغرب، أصبح الأسلوب المحكم السائدة في الشرق المسيحي. كما وشيدت مساكن وأضرحة قبور القديسين الذين كانوا قد لقوا مصرعهم خلال عمليات الإضطهاد التي انتهت بالكامل فقط تحول الإمبراطور قسطنطين للمسيحية. مثالًا هامًا ما يزال حتى اليوم هو ضريح غالا في رافينا والتي يعود تاريخها إلى عصر الإمبراطور جستنيان، ولا تزال تحتفظ على الزخارف الفسيفسائية.
في عام 330 نقل الإمبراطور قسطنطين عاصمة الإمبراطورية من روما إلى مدينة بيزنطة فيما يُعرف الآن بتركيا، وغيّر اسم بيزنطة إلى القسطنطينية وعُرِفَت امبراطوريته فيما بعد بالإمبراطورية البيزنطية. وبحلول القرن السادس، تطوّر طراز فريد من الفن البيزنطي. وكانت كاتدرائية آيا صوفيا بقبتها الضخمة في القسطنطينية إحدى أبرز إنجازات العمارة البيزنطية، وقد صممها أنثيميوس أوف تراليس وإسيدروس أوف ميليتوس. وتمثل الفسيفساء أهم الزخارف في معظم الكنائس البيزنطية. وهناك أمثلة أخرى للعمارة البيزنطية تشمل بازيليكا القديس مرقس في مدينة البندقية بإيطاليا.

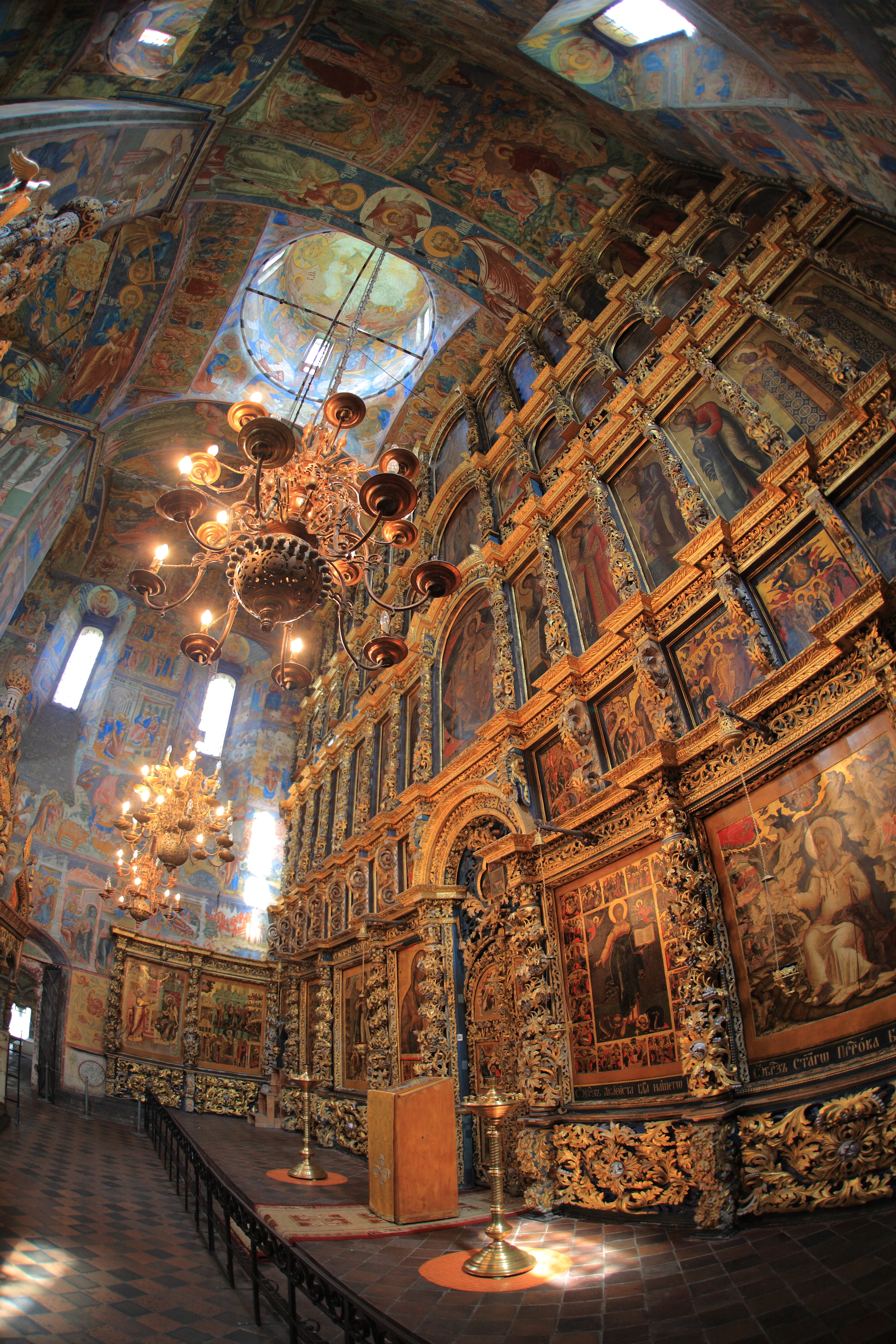
أيقونسطاس كنيسة أويا في اليونان من أبرز مميزات العمارة المسيحية الشرقية كثرة زخارفها الداخلية وأيقونتها.

ومع انتقال مركز الكنيسة الأرثوذكسية الشرقية إلى روسيا في القرن السادس عشر. انشأ نموذج معماري أرثوذكسي جديد، فهنا تم استبدال القبة من قبل إلى شكل أكثر رقة وأطول وأصبح شكل السقف مخروطي وذلك بسبب الحاجة إلى منع الثلوج بالتراكم على أسطح المباني. واحدة من أبرز الأمثلة على هذه الكنائس هي كاتدرائية القديس باسيل في الساحة الحمراء في موسكو.
أمّا بالنسبة للكنائس الأرثوذكسية المشرقية فقد تطور نمط معماري بحسب المنطقة والكنيسة. ظهرت مع الكنيسة القبطية الأرثوذكسية في مصر فن العمارة القبطية. والتي تعود أصولها بحسب عدد من الباحثين إلى العمارة المصرية القديمة، وإحدى نقاط التشابه بين خطط بناء المعابد المصرية القديمة، هي التقدم من الفناء الخارجي إلى الملاذ الداخلي الخفي المشابه لتلك الموجودة في الكنائس القبطية، وهي من صحن الكنيسة الخارجي أو الشرفة، والملاذ الخفية وراء الحاجز الأيقوني أو الأيقونسطاس. يرى آخرون ان العمارة القبطية تعود إلى تلك العمارة التي في الكنائس البيزنطية والرومانية. وهكذا انصهرت العمارة القبطية الأصلية مع التقاليد المصرية والأنماط المعمارية اليونانية-الرومانية والبيزنطية المسيحية.
بعد الفتح الإسلامي لمصر أثرت العمارة والفن القبطي على العمارة الإسلامية المصرية، ودمجت بعض الملامح الفنية القبطية في بناء العمارة الإسلامية في مصر. وفي وقت لاحق تأثر الفن والعمارة القبطية أيضًا بفن الزخارف التي استوحت من الأنماط الفنيّة الإسلامية. وتعتبر الكنيسة المعلقة في القاهرة القبطية من أبرز كنائس العمارة القبطية.
الكنيسة الرسولية الأرمنية وهي الكنيسة الوطنية للشعب الأرمني، الذي يعتبر أول شعب يتخذ المسيحية دين رسمي له. طوّر الأرمن نمط معماري ارتبط بأبعاد مسيحية، وهي العمارة الأرمنية، ومن أبرز مميزاتها أنها تميل إلى أن تكون منخفضة وسميكة الجدران في التصميم.
طورّت كنيسة التوحيد الأرثوذكسية الإثيوبية فن مسيحي فريد إذ يوجد العديد من الكنائس المنحوتة في الصخر في إثيوبيا، أكثرها شهرة هي الكنائس الإثني عشر في لاليبيلا شمال البلاد، ويوجد أيضًا نمط آخر في هندسة الكنائس الأثيوبية هو البازيليكا، ومن أشهر كنائس البازيليكا في إثيوبيا هي بازيليك سيدتنا مريم من صهيون في مدينة أكسوم، وفي القرن السادس الميلادي كان لهندسة الكنائس الأثيوبية تأثير قوي على طريقة بناء الكنائس في المناطق القريبة كصنعاء وفي معظم أنحاء شبه الجزيرة العربية. يوجد شكلين مميزين لبناء الكنائس الأثيوبية، الأول المربع أو المستطيل والذي يتواجد في تجراي والثاني الشكل الدائري وتجده في أمهارة وفي شيوة.

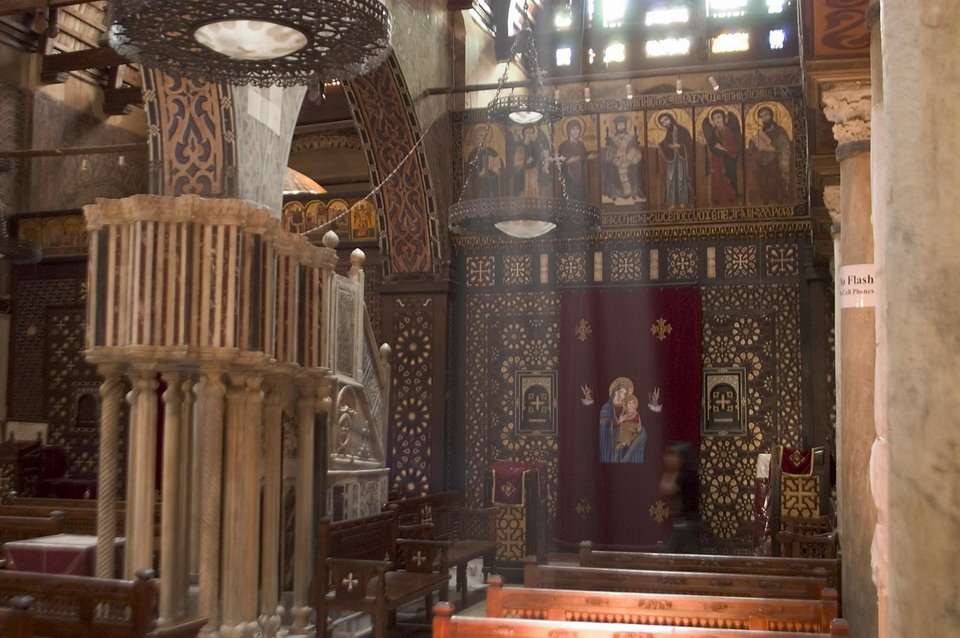
الكنيسة المعلقة في القاهرة وهي نموذج للعمارة القبطية.
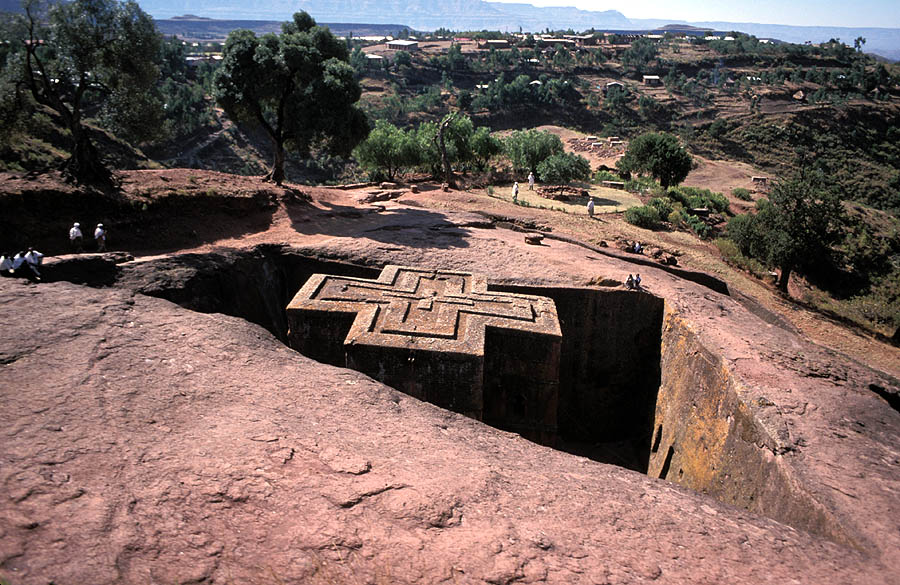
كنيسة منحوتة في الصخر في اكسوم. وهي نموذج للعمارة المسيحية الإثيوبية إثيوبيا.
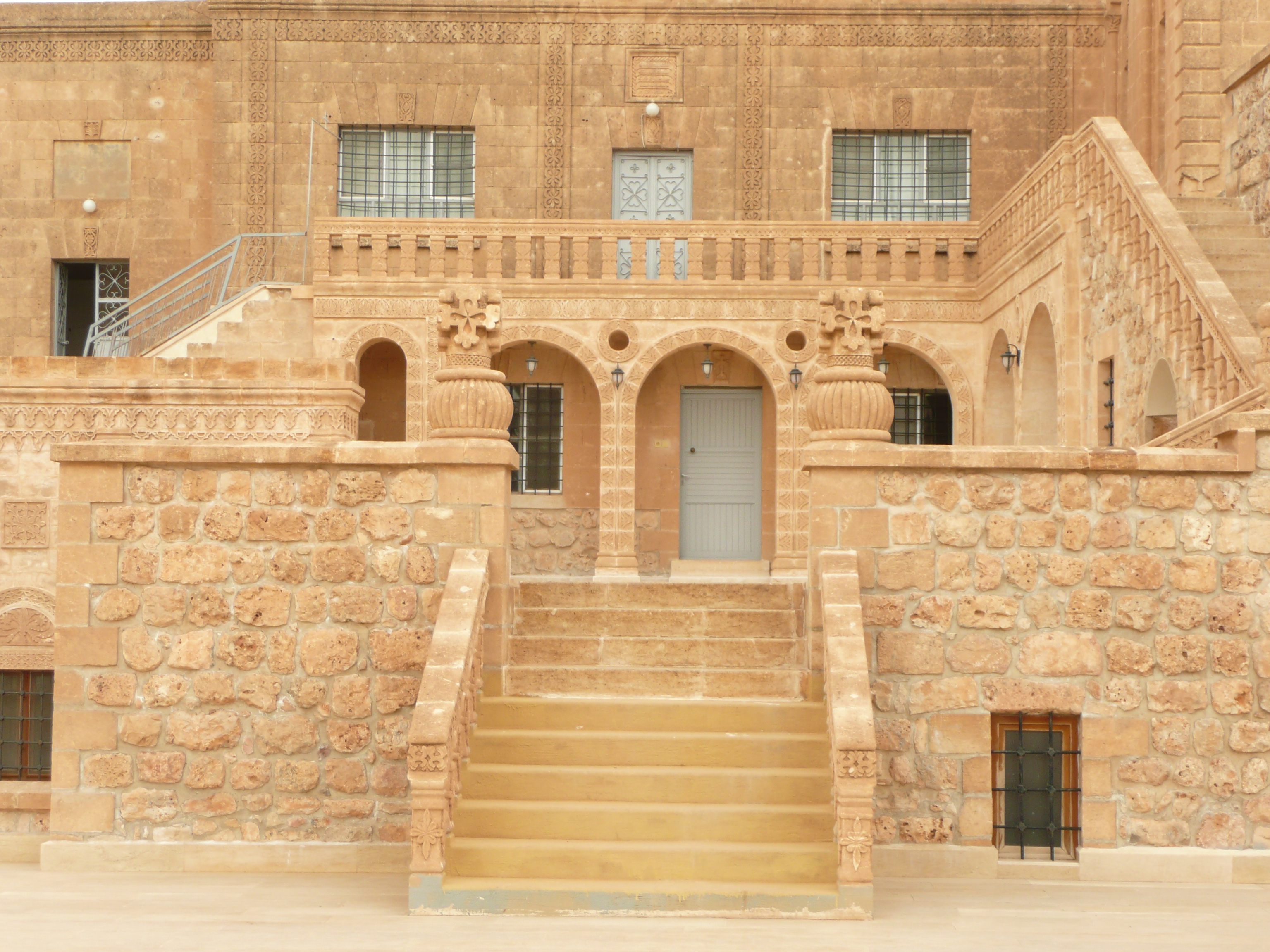
مدخل دير مار كبرئيل في مديات، تركيا وهو من أهم المراكز الروحية السريانية.
مذبح كنيسة الأرمن الأرثوذكس ويعتبر الأرمن من الشعوب الاولى التي اعتنقت المسيحية.
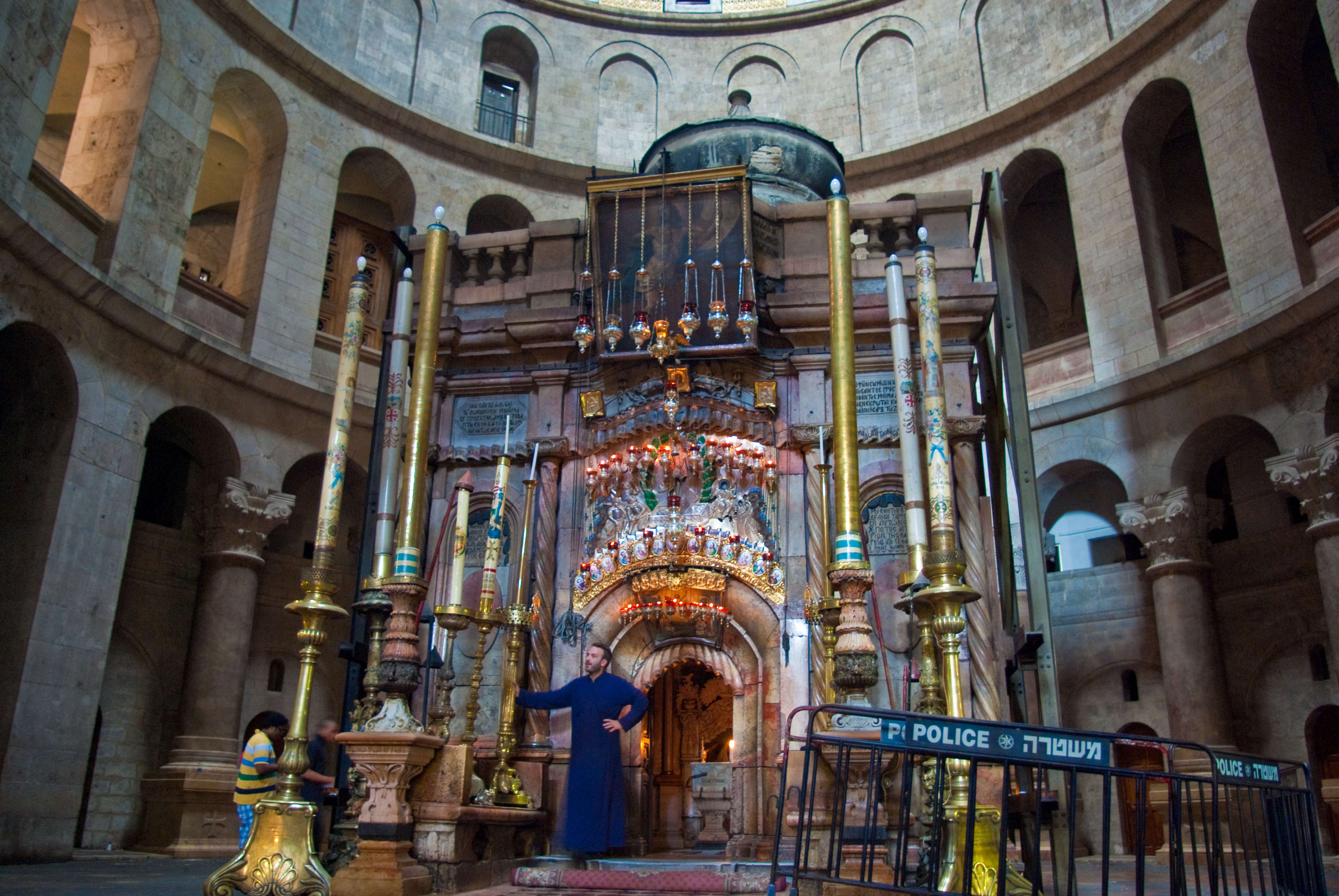
قبر يسوع في كنيسة القيامة، القدس وتتميز بنمط معماري مسيحي شرقي.
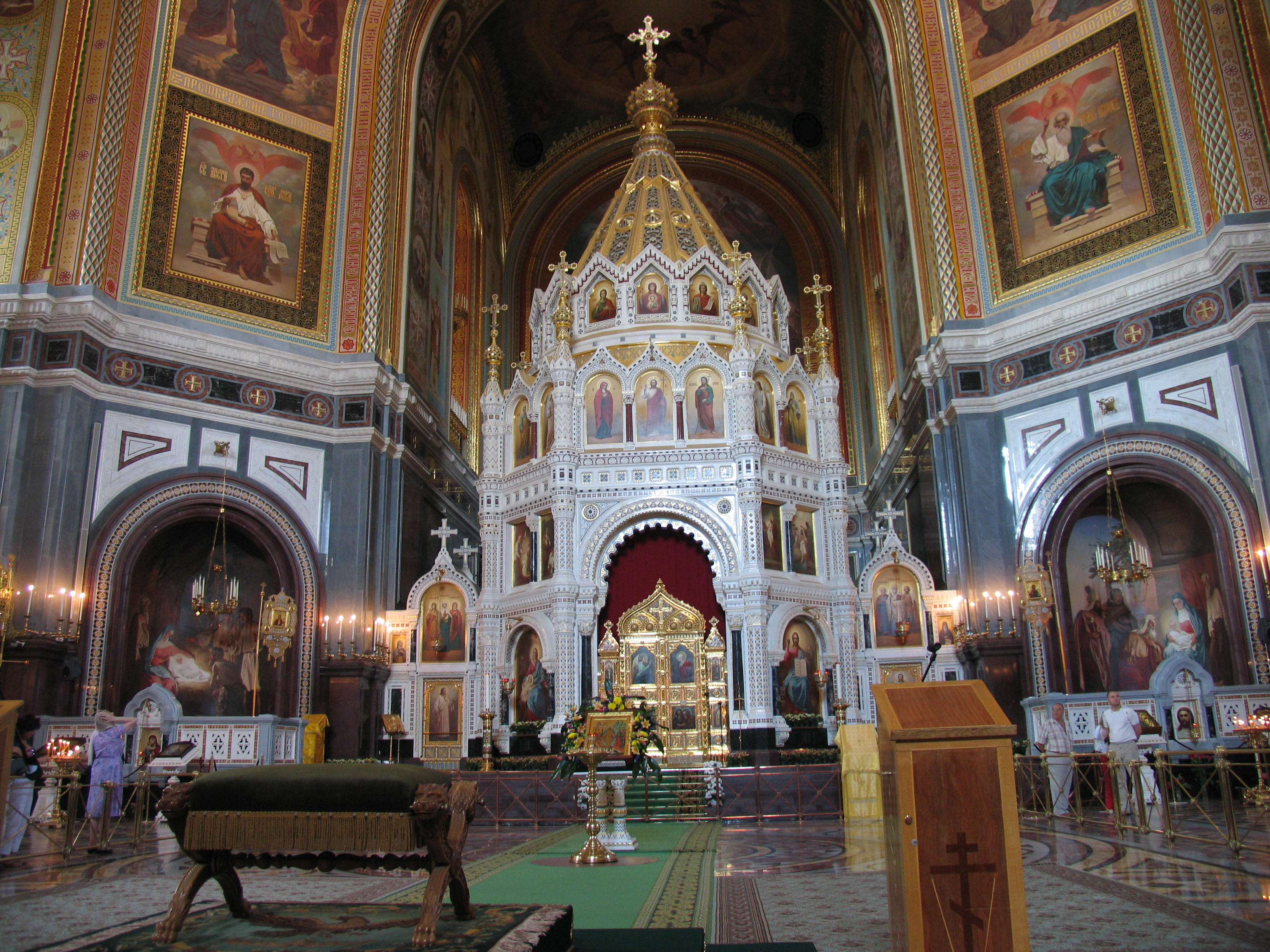
أيقونسطاس كنيسة المسيح المخلص الأرثوذكسية في موسكو.
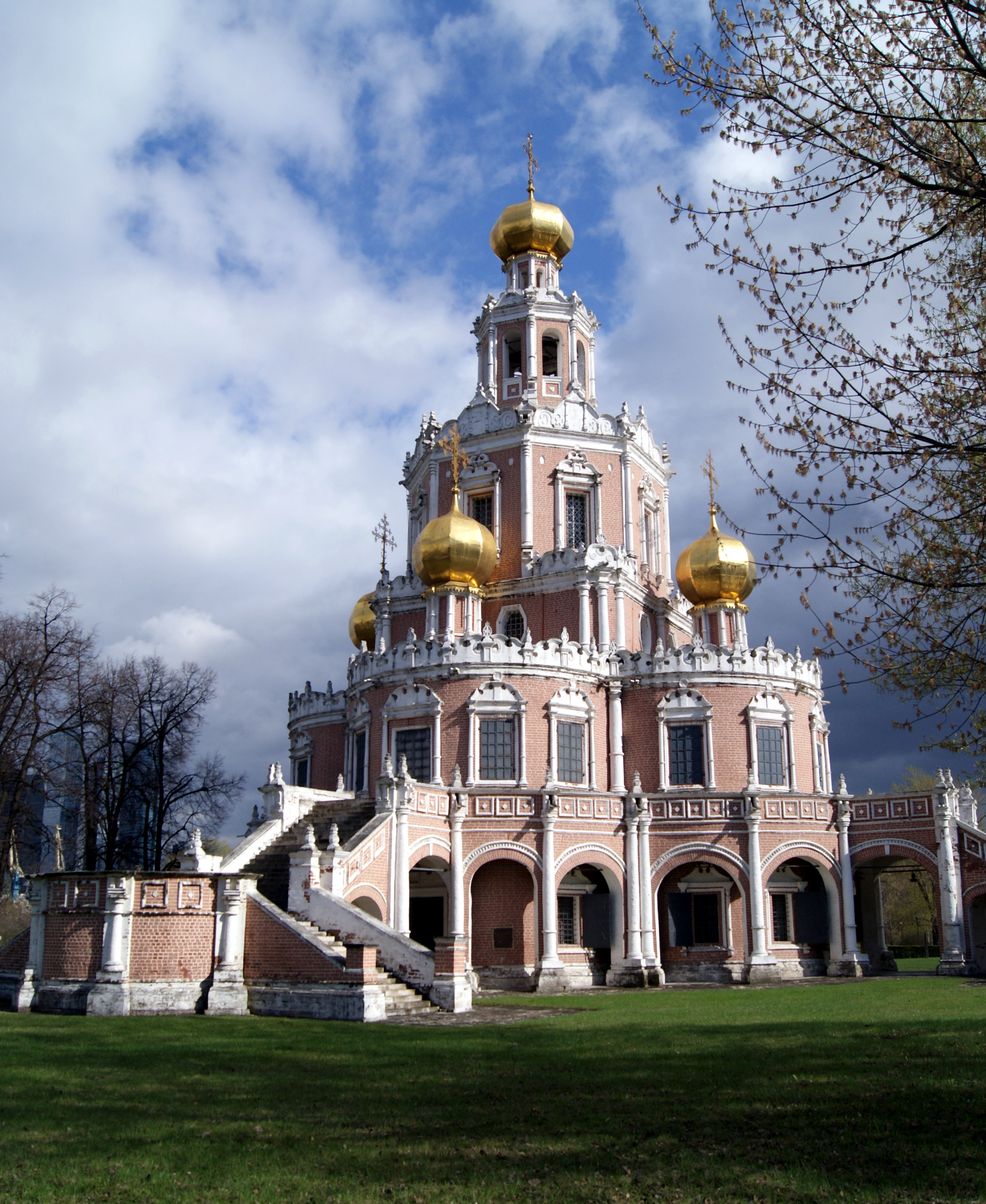
كنيسة روسية أرثوذكسية ولقد طورت الكنيسة الروسية نمط معماري مميز.
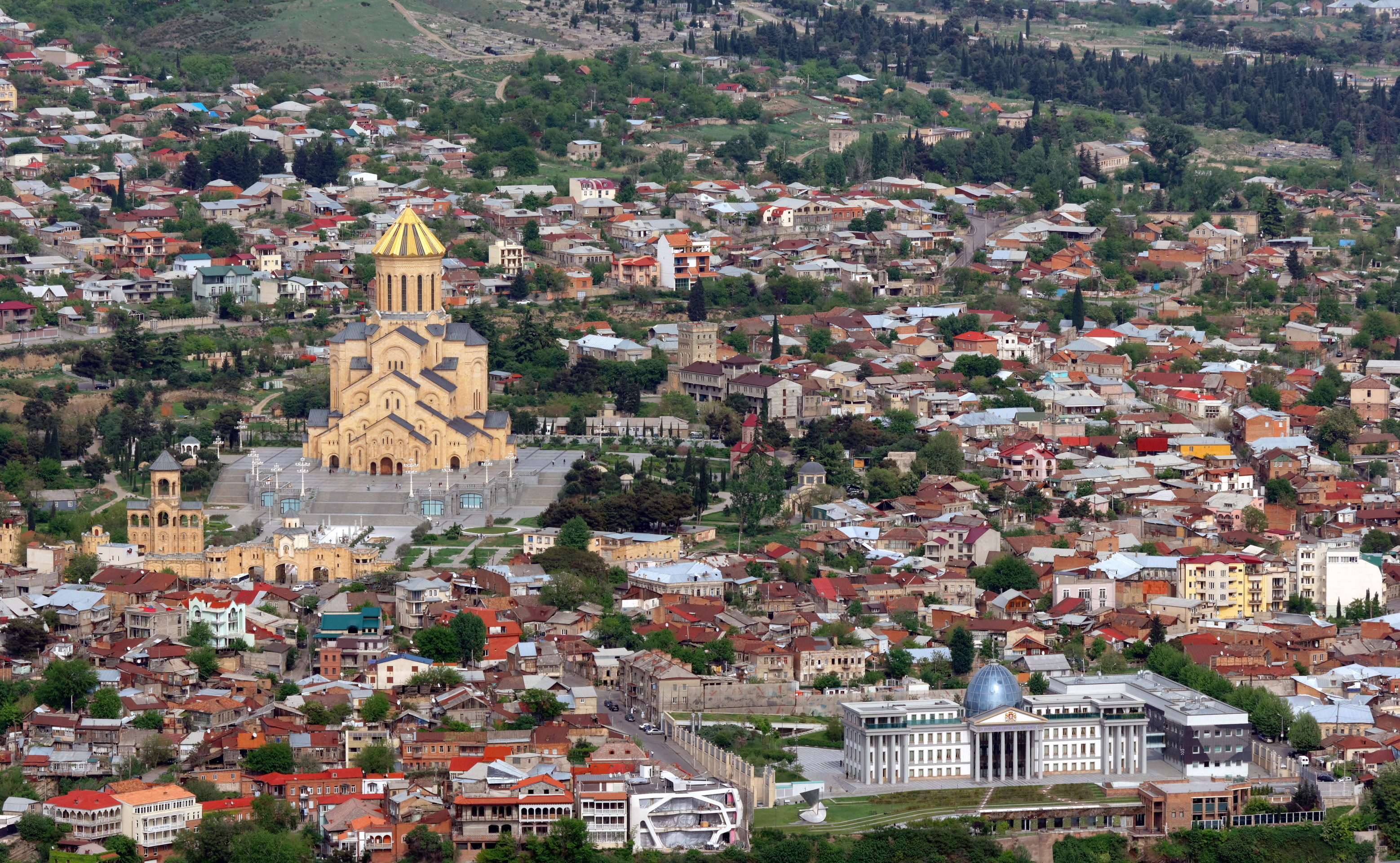
كاتدرائية ساميبا في تبليسي في  جورجيا، طورّت الكنيسة الجورجية الرسولية الأرثوذكسية ثقافتها الدينية الخاصة.
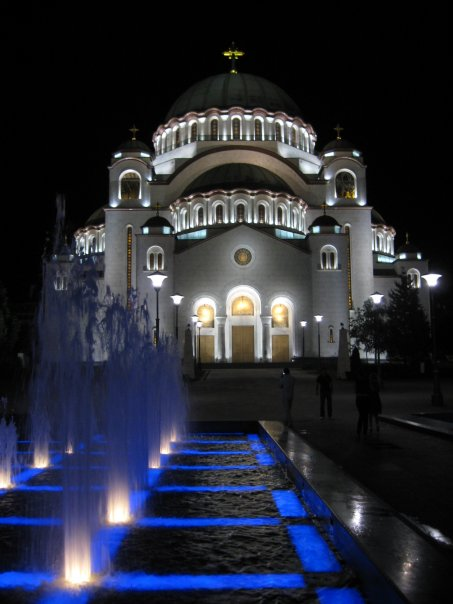
كاتدرائية القديس ساڤا ليلاً في بلغراد، صربيا.

## عمارة المسيحية الغربية

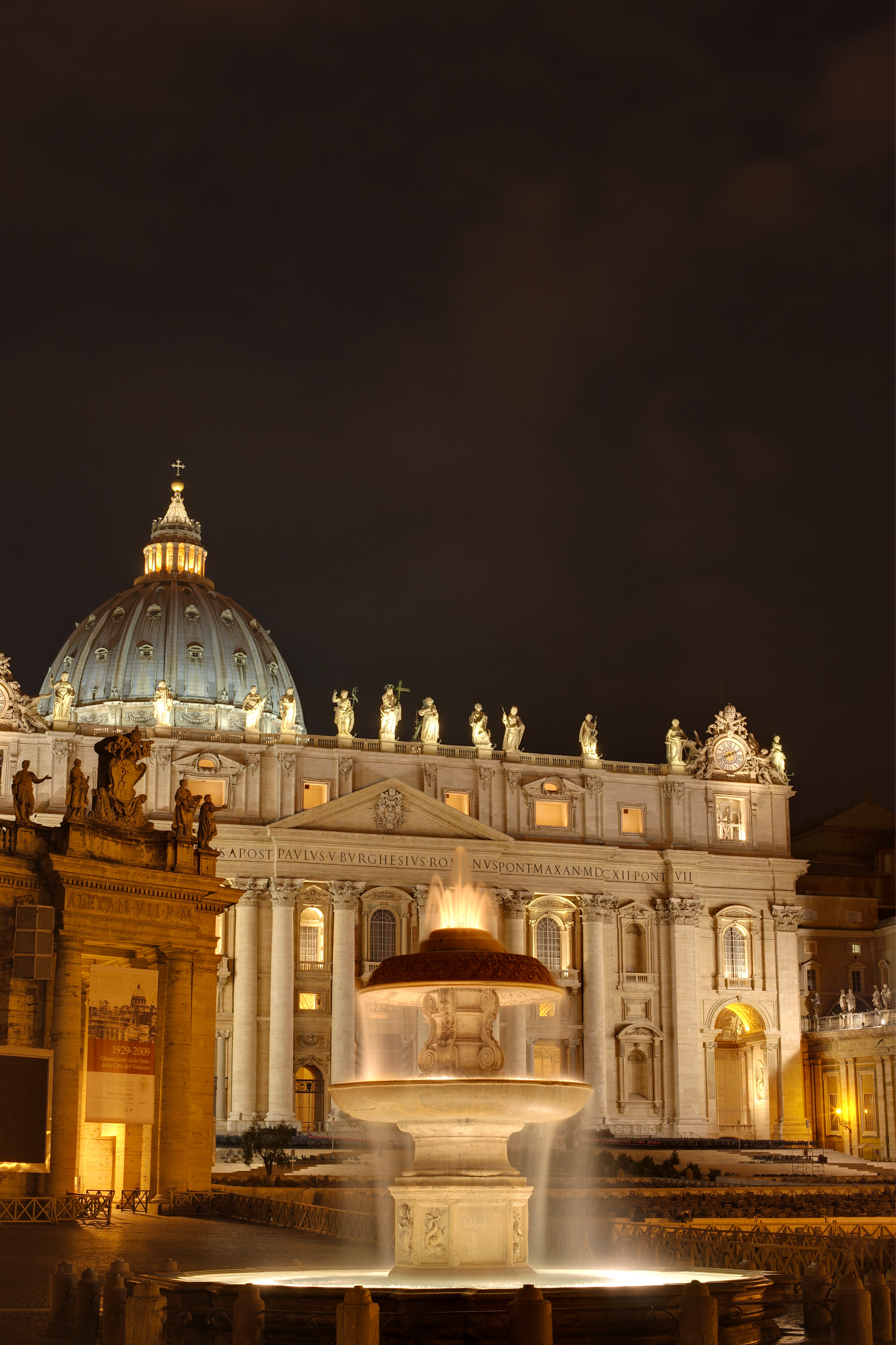
كاتدرائية القديس بطرس تعتبر أكبر كنيسة في العالم ولها مكانة مميزة في الكنيسة الكاثوليكية.

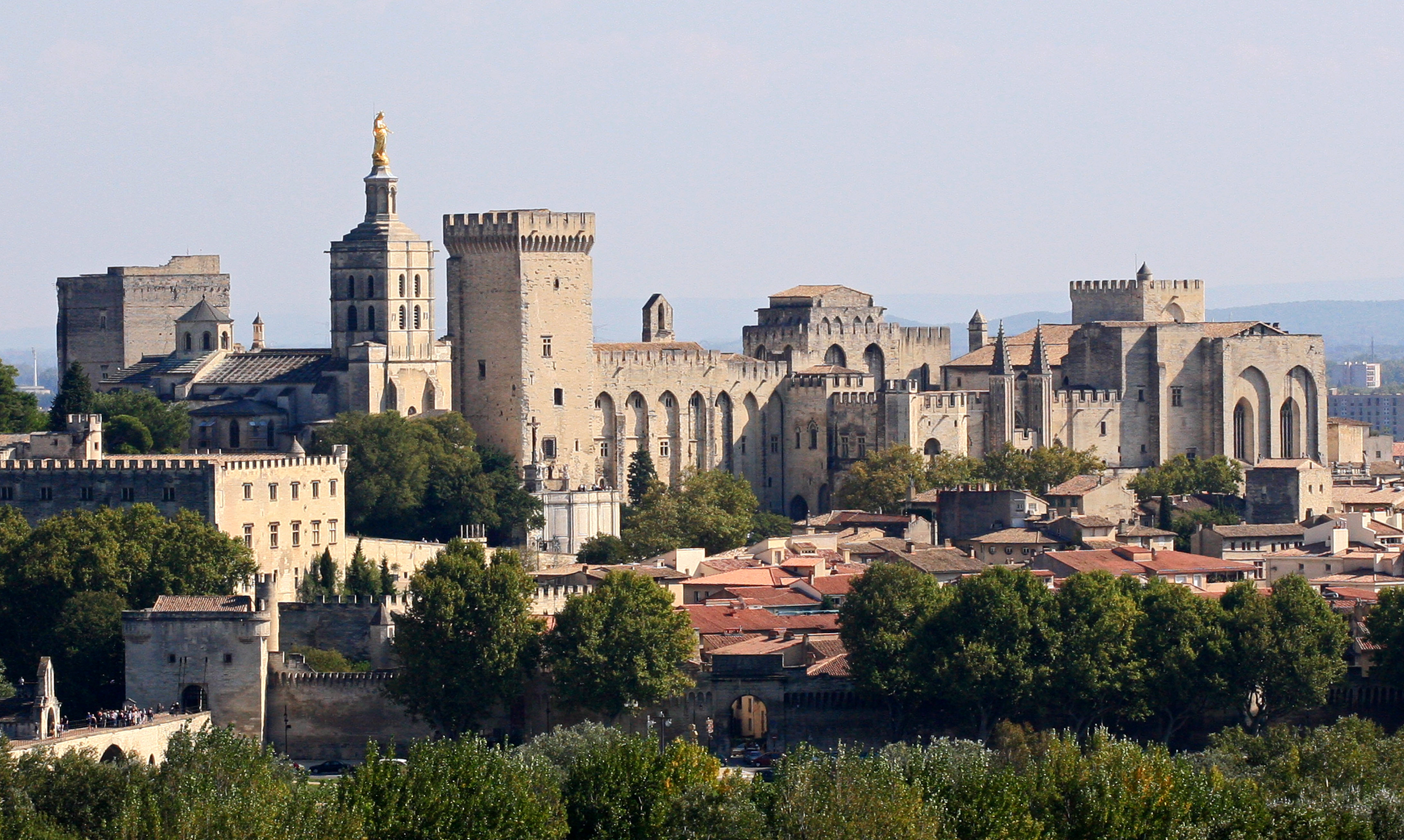
قصر البابوات في أفينيون، فرنسا حيث كان مقر الباباوات سابقًا.

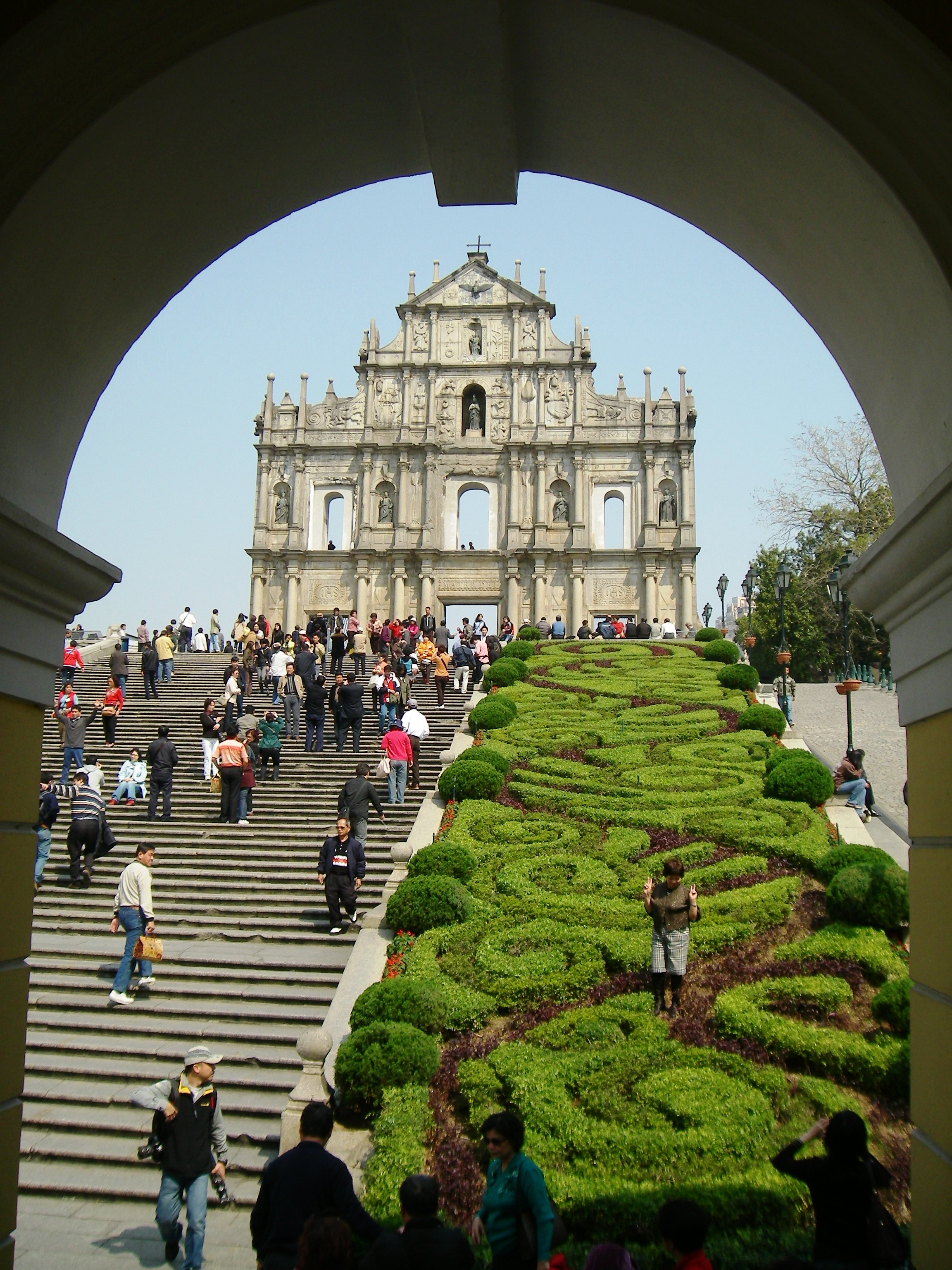
كاتدرائية القديس بولس في المركز التاريخي، ماكاو.

ظهرت على مدار تاريخ المسيحية الغربية عدة أنماط معمارية ترتبط بالفترة التاريخية التي ظهرت فيها. خلال العصور الوسطى ظهر:
- العمارة الكارولنجية: وهي على اسم شارلمان الذي كان ملكًا على الفرنجة بين عامي 768 و814. ومن عاصمته في موقع آخر حاليًا في ألمانيا، حكم شارلمان مساحات شاسعة شملت معظم أوروبا الغربية. أراد شارلمان وعائلته إحياء الثقافة المسيحية المبكرة في روما، وادعى المعماريون الكارولنجيون أنهم نقلوا عمارة المسيحية المبكرة، ولكنهم غيروا في النماذج حتى تناسب احتياجاتهم، وكانت لهم إسهامات شهيرة فيما يخص تصميم الكنيسة والدير، فقد اتبع المعماريون المسقط الأفقي للبازيليكا ولكنهم أضافوا أماكن للصلاة وأضرحة مطورة وأبراجًا عالية وابتكروا أيضًا مدخلا يعرف بالعمل الغربي «وستويرك» ضم ردهة ومصلى وأبراجًا صغيرة تسمى التورتات. طوّر الرهبان الكارولنجيون مسقط الدير الذي ترتبط به الكنيسة والمكتبة والمطبخ ومرافق أخرى بممرات مغطاة.
- العمارة الرومانسكية: بدأت في القرن التاسع وحققت أعظم إنجازاتها في القرنين الحادي عشر والثاني عشر.

وتبرز أهمية هذه الكنائس التي صُمِّمت في إيطاليا أولاً، ثم في فرنسا وألمانيا وإسبانيا وإنجلترا أخيرًا. وابتكر العلماء في القرن التاسع عشر مصطلح الرومانسكية الذي يعني «مِثْل الرومان». ويعتقد هؤلاء العلماء أن لبعمارة الرومانسكية هي أساسًا انعكاس للتصميمات الرومانية، ومع ذلك فإن العمارة الرومانسكية هي في الواقع مزيج من العمارة الرومانية والبيزنطية وأنواع أخرى. وتختلف كنائس الرومانسكية نوعًا ما من بلد لآخر، ولكن معظم الكنائس تشترك في ملامح معينة، فكنيسة الرومانسكية النموذجية لها جدران سميكة وأعمدة مبنية متقاربة وعقود ضخمة مقوسة، ويرتفع برج من السقف عند النقطة التي يتقاطع فيها الجناح الرئيسي مع الصحن الرئيسي للكنيسة، وتحمل البرج أربع ركائز تسمى الدعامات، وهناك عقود محمولة على أعمدة تفصل الصحن الرئيسي عن الممرين الجانبيين، وقد بُنيت شرفة داخلية تطل على الممر الجانبي المعقود تسمَّى ترايفوريم «رواق ثلاثي العقود»، ويعلو الشرفة إضاءة علوية من خلال صف من النوافذ في داخل عقود. وخلال فترة الرومانسك، جاء كثير من الناس إلى هذه الكنائس لزيارة الكنائس التي كانت تحتوي على رفات وممتلكات بعض القديسين. وكانت الكنائس المهمة ضخمة جدًا تستطيع أن تستوعب أعدادًا كبيرة، ومثال ذلك كنيسة سانت سرنين في تولوز بفرنسا، تضم هذه الكنيسة جناحين على جانبي الصحن الرئيسي، وتفتح على الممر الدائري المحيط بالقوصرة مصليات صغيرة، ويسمح هذا المسقط للزوار بالتحرك خلال المبنى على طول الممرات دون إزعاج للمراسم التي تقام عند المذبح الرئيسي.

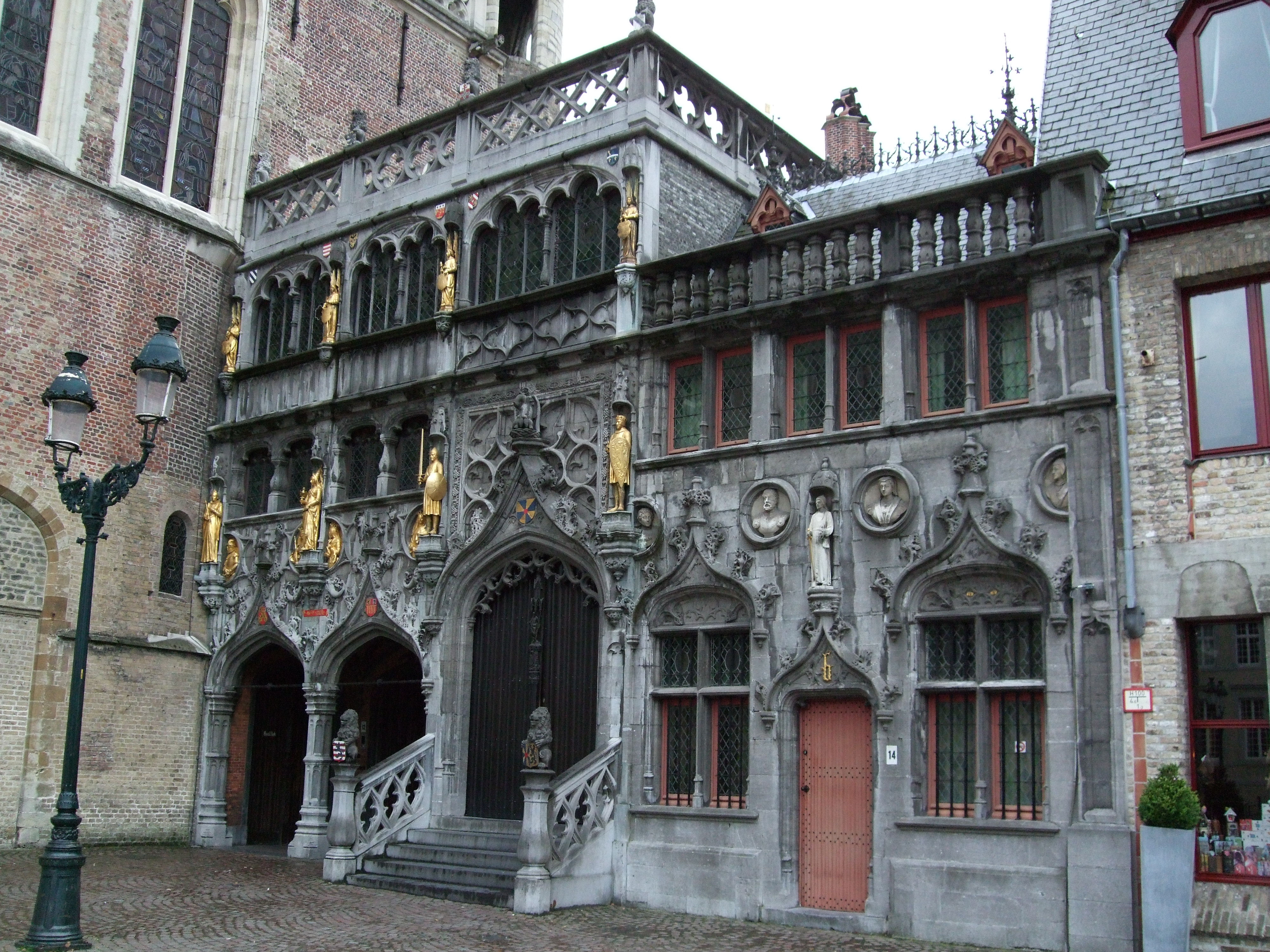
بازيليكا الدم المقدس في بلجيكا.

- العمارة القوطية: والتي ازدهرت في غربي أوروبا في الفترة الممتدة بين منتصف القرن الثاني عشر والقرن الخامس عشر. وكلمة قوطي أصلها مصطلح اشتُقَّ من كلمة تعني الرَفْض، واستخدمها الفنانون والكتاب في القرنين الخامس عشر والسادس عشر، الذين أرادوا إحياء العمارة الكلاسيكة لقدماء الإغريق والرومان في أوروبا. وقد مكن نظام تشييد جديد المعماريين القوط من تصميم كنائس بجدران رقيقة ودعامات أخف من تلك التي كانت في كنائس الرومانسك، وكثير من الدعامات مكونة من مجموعات من الأعمدة بارتفاع عدة طوابق، وقد مد المعماريون القوطيون الدعامات إلى السقف، ثم قوّسوا كل عمود في شكل أضلاع مثل المظلة المفتوحة، وسدوا الفراغات بين الأضلاع بالحجر، وكانت تلك الأقبية المضلعة ضمن أهم الخصائص التي تميزت بها العمارة القوطية. وهناك مظهر آخر للطراز القوطي هو العقود المدبَّبة والاستعاضة عن أجزاء كبيرة من الجدران بنوافذ ذات زجاج ملون، وكان لمعظم الكنائس دعامات طائرة، وهي دعامات على هيئة عقود بشكل متعامد من الطوب أو الحجر تبُنى على الجدران الخارجية. نحت المثَّالون أشكال القديسين وأبطال المسيحية على أعمدة مداخل الكنيسة.[4]

خلال عصر النهضة ظهرت عمارة النهضة والذي كان عصر انبعات للعمارة الرومانية. كما وجلب الإصلاح البروتستانتي على يد مارتن لوثر في القرن السادس عشر تغييرات متطرفة على الهندسة المعمارية، ففي الكنائس البروتستانتية ازيلت التماثيل وشجعت على نمط معماري بسيط خالي من الزخرفة. فظهرت العمارة الباروكية والروكوكو في الكنيسة الكاثوليكية من خلال الإصلاح المضاد وانتشرت في جميع أنحاء إيطاليا وأجزاء أخرى من أوروبا. وقصد المعماري الباروكي أن يترك أثرًا دراميًا من خلال أعماله. والمبنى الباروكي النموذجي يتصف بالأشكال المنحنية والاستخدام المتقن والمعقد للأعمدة والمنحوتات واللوحات المزخرفة من أجل الزينة. وكان أهم المؤيدين لعمارة الباروك الكنيسة الكاثوليكية وملوك أوروبا الكاثوليك خصوصًا من قبل آل هابسبورغ في النمسا وآل بوربون في فرنسا وإسبانيا، الذين أعتبروا حماة الكنيسة الكاثوليكية.

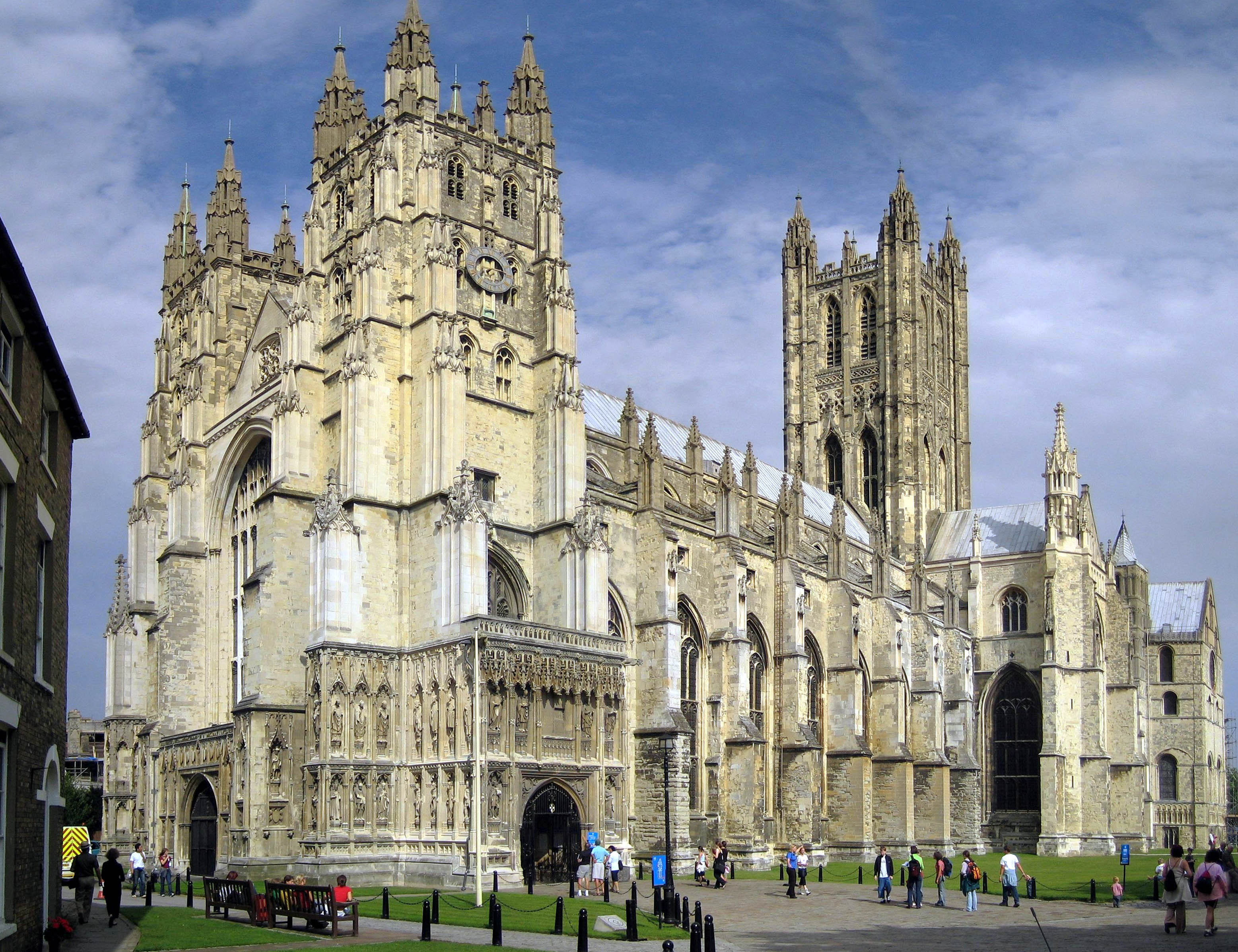
نموذج من العمارة القوطية، كاتدرائية كانتربري في  المملكة المتحدة.
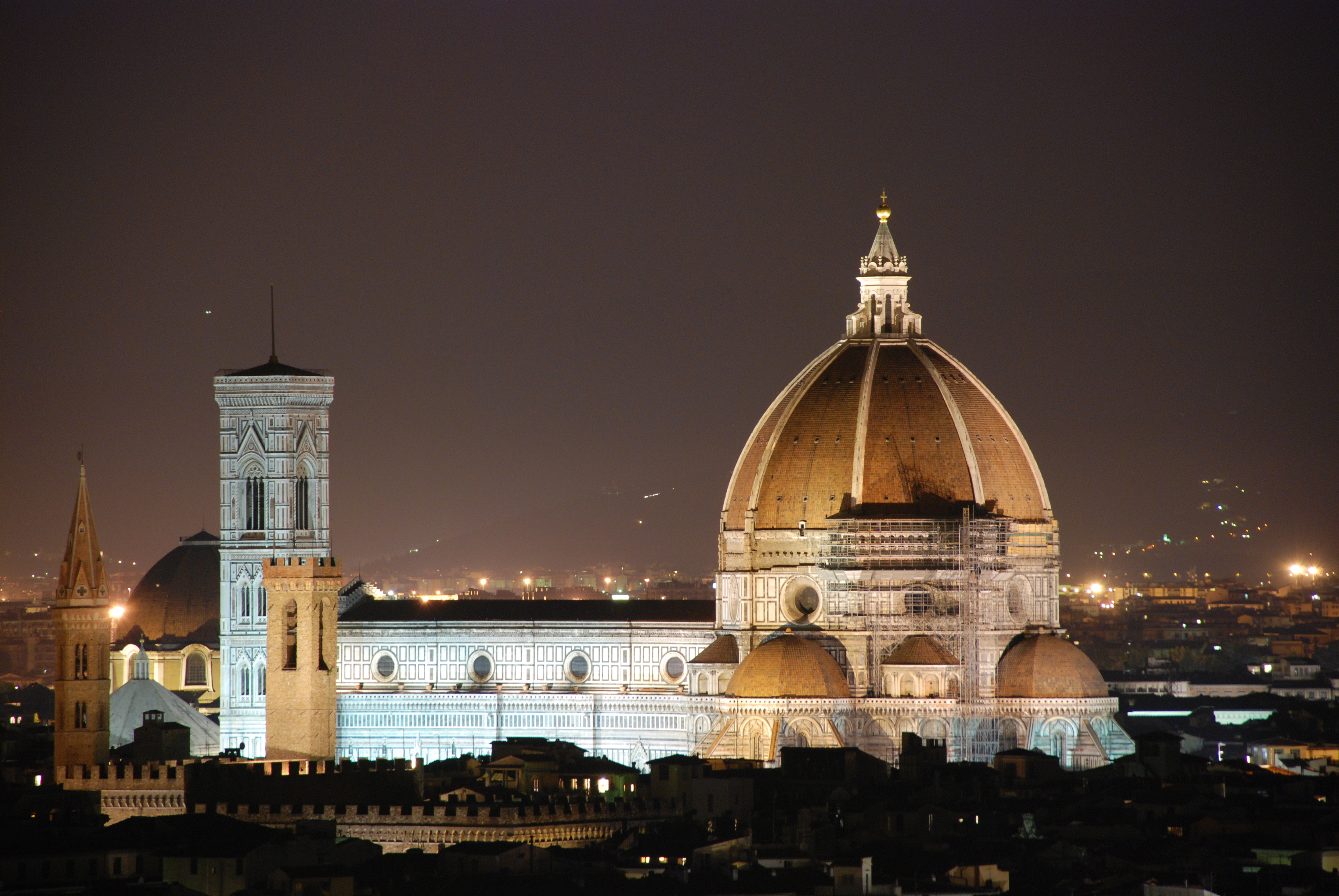
نموذج من عمارة عصر النهضة، كاتدرائية فلورنسا في  إيطاليا.
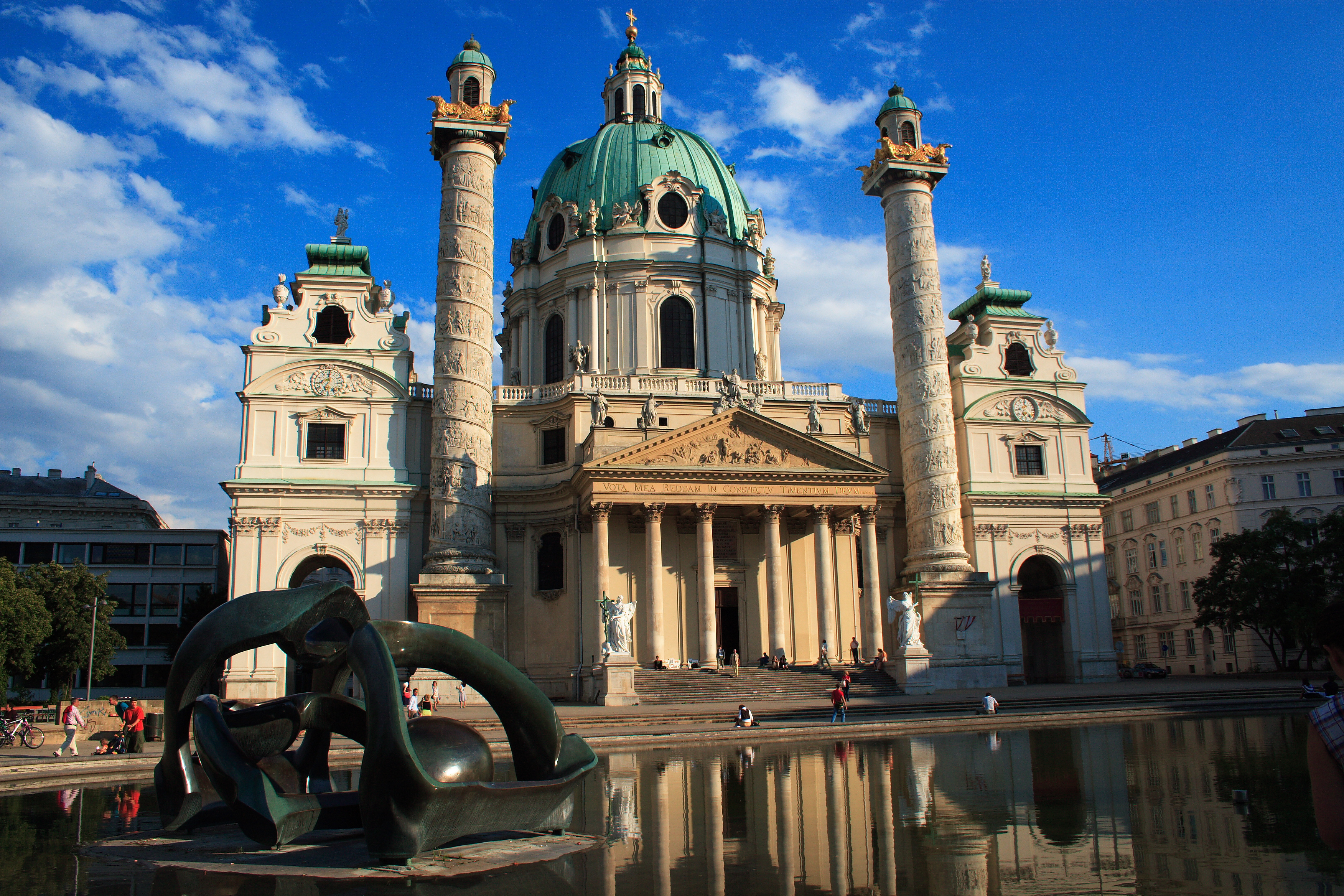
نموذج من العمارة الباروكية، كنيسة القديس شارل في  النمسا.
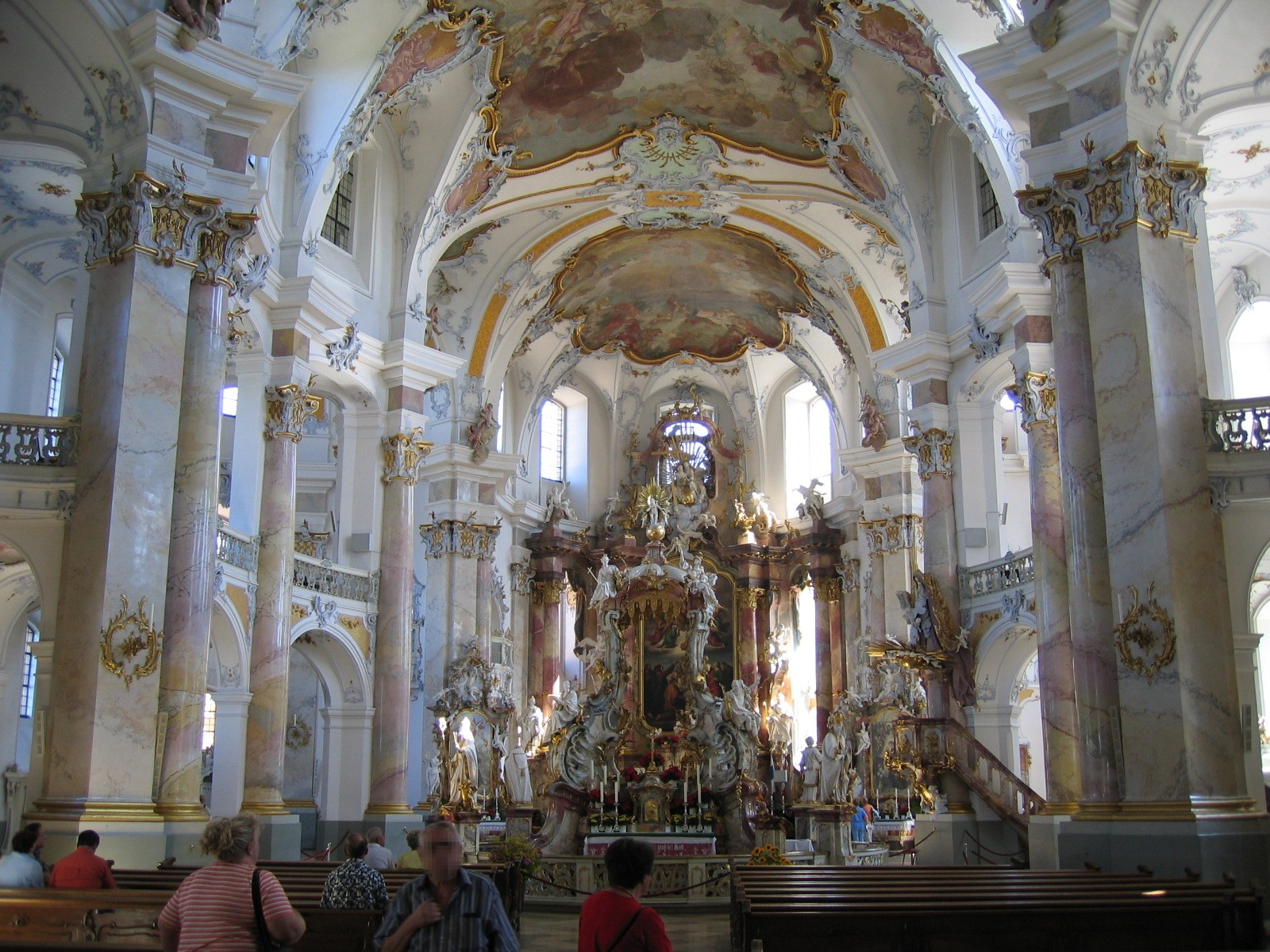
نموذج من عمارة الروكوكو، داخل كنيسة كاثوليكية في بافاريا،  ألمانيا.
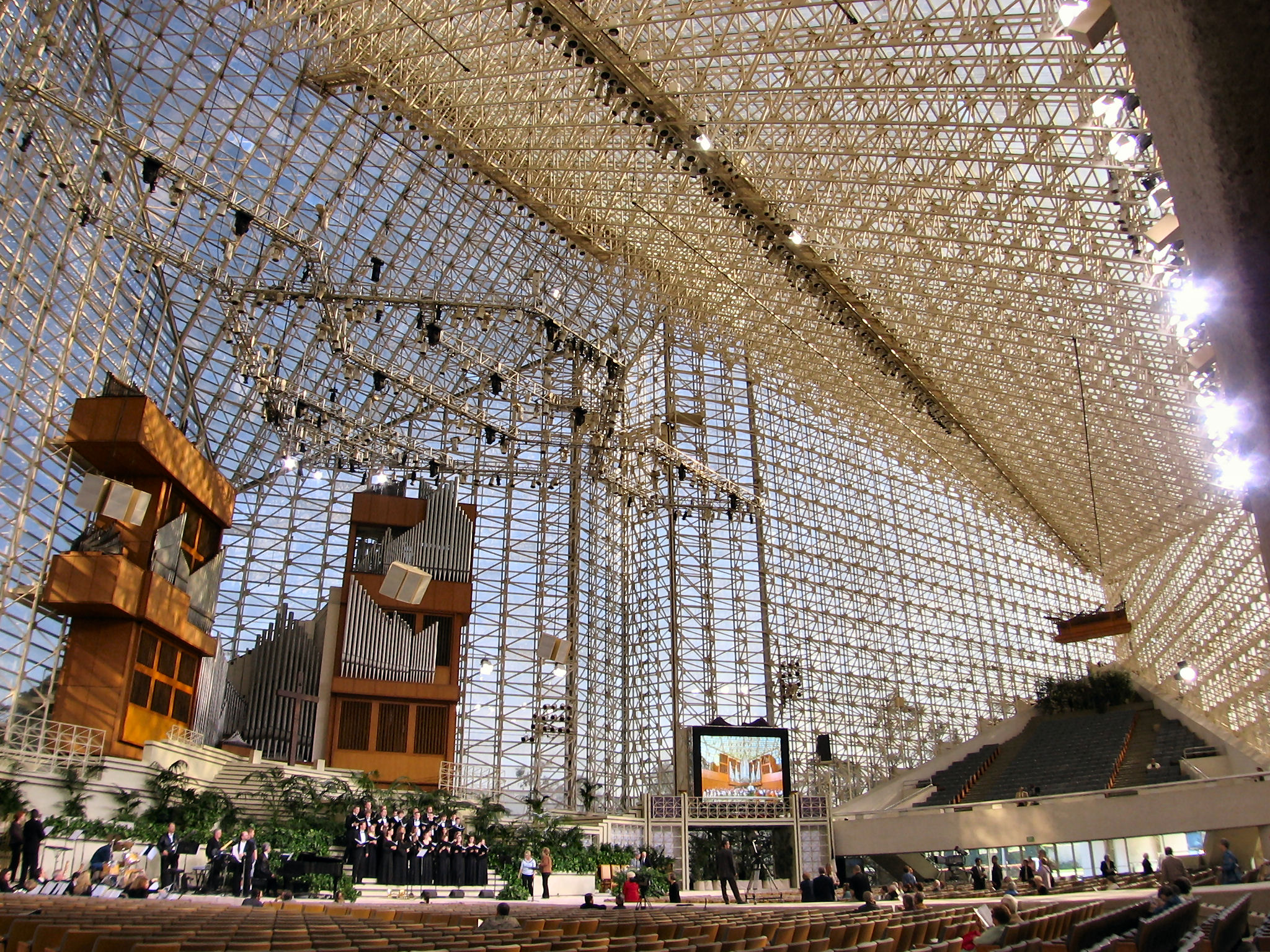
نموذج من العمارة الحديثة، كنيسة كريستال البروتستانتية في  الولايات المتحدة.